# Liste der Nummer-eins-Hits in den deutschen Airplaycharts
In der Liste der Nummer-eins-Hits in den deutschen Airplaycharts werden alle Produkte aufgelistet, die in der jeweiligen Woche die Spitzenposition der Airplay Top 300 und der Konservativ Pop Airplaycharts erreicht haben.

## Datenbasis und Hinweise zur Interpretation der aufgeführten Statistiken
Die folgenden Listen beinhalten die Nummer-eins-Hits in den verschiedenen Chartauswertungen der deutschen Airplaycharts. Der Artikel beinhaltet die Nummer-eins-Erfolge in den Airplay Top 300 sowie in den Konservativ Pop Airplaycharts. Die Airplay Top 300 sind ab dem 3. Januar 2005 komplett verfügbar, die Nummer-eins-Erfolg sind nicht oder nur spärlich nachweisbar. Das Gleiche gilt für die Konservativ Pop Airplaycharts, diese sind erst ab dem 21. Juli 2017 komplett nach zu vollziehen. Darüber hinaus beinhaltet der Artikel, so weit bekannt, die Top 3 der Jahrescharts beider Chartauswertungen. Neben den beiden besagten Chartauswertungen existiert noch die New Entry Airplaycharts, für die jedoch keinerlei Archivdaten abrufbar sind.

## Airplay Top 300

### Wöchentliche Charts
| 1976                                                                                 | 1977                                                                                 |
| ------------------------------------------------------------------------------------ | ------------------------------------------------------------------------------------ |
| - Zwischen dem 6. April 1976 und dem 12. Januar 1992 sind keine Nachweise vorhanden. | - Zwischen dem 6. April 1976 und dem 12. Januar 1992 sind keine Nachweise vorhanden. |
| 1978                                                                                 | 1979                                                                                 |
| - Zwischen dem 6. April 1976 und dem 12. Januar 1992 sind keine Nachweise vorhanden. | - Zwischen dem 6. April 1976 und dem 12. Januar 1992 sind keine Nachweise vorhanden. |

| 1980                                                                                 | 1981                                                                                 |
| ------------------------------------------------------------------------------------ | ------------------------------------------------------------------------------------ |
| - Zwischen dem 6. April 1976 und dem 12. Januar 1992 sind keine Nachweise vorhanden. | - Zwischen dem 6. April 1976 und dem 12. Januar 1992 sind keine Nachweise vorhanden. |
| 1982                                                                                 | 1983                                                                                 |
| - Zwischen dem 6. April 1976 und dem 12. Januar 1992 sind keine Nachweise vorhanden. | - Zwischen dem 6. April 1976 und dem 12. Januar 1992 sind keine Nachweise vorhanden. |
| 1984                                                                                 | 1985                                                                                 |
| - Zwischen dem 6. April 1976 und dem 12. Januar 1992 sind keine Nachweise vorhanden. | - Zwischen dem 6. April 1976 und dem 12. Januar 1992 sind keine Nachweise vorhanden. |
| 1986                                                                                 | 1987                                                                                 |
| - Zwischen dem 6. April 1976 und dem 12. Januar 1992 sind keine Nachweise vorhanden. | - Zwischen dem 6. April 1976 und dem 12. Januar 1992 sind keine Nachweise vorhanden. |
| 1988                                                                                 | 1989                                                                                 |
| - Zwischen dem 6. April 1976 und dem 12. Januar 1992 sind keine Nachweise vorhanden. | - Zwischen dem 6. April 1976 und dem 12. Januar 1992 sind keine Nachweise vorhanden. |

| 1990 | 1991 |
| --- | --- |
| - Zwischen dem 6. April 1976 und dem 12. Januar 1992 sind keine Nachweise vorhanden. | - Zwischen dem 6. April 1976 und dem 12. Januar 1992 sind keine Nachweise vorhanden. |
| 1992 | 1993 |
| - Zwischen dem 6. April 1976 und dem 12. Januar 1992 sind keine Nachweise vorhanden. - Genesis – No Son of Mine - 2 Wochen (13. Januar – 26. Januar) - Simply Red – Stars - 2 Wochen (27. Januar – 9. Februar) - Münchener Freiheit – Liebe auf den ersten Blick - 1 Woche (10. Februar – 16. Februar) - Shanice – I Love Your Smile - 10 Wochen (17. Februar – 26. April, insgesamt 15 Wochen) - Mr. Big – To Be with You - 1 Woche (27. April – 3. Mai) - Shanice – I Love Your Smile - 5 Wochen (4. Mai – 7. Juni, insgesamt 15 Wochen) - Zwischen dem 8. Juni und dem 14. Juni sind keine Nachweise vorhanden. - Maggie Reilly – Everytime We Touch - 1 Woche (15. Juni – 21. Juni) - Londonbeat – You Bring on the Sun - 9 Wochen (22. Juni – 23. August) - Jon Secada – Just Another Day - 1 Woche (24. August – 30. August, insgesamt 2 Wochen) - Crowded House – Weather with You - 1 Woche (31. August – 6. September) - Jon Secada – Just Another Day - 1 Woche (7. September – 13. September, insgesamt 2 Wochen) - Jimmy Nail – Ain’t No Doubt - 2 Wochen (14. September – 27. September) - Inner Circle – Sweat (A La La La La Long) - 9 Wochen (28. September – 29. November, insgesamt 10 Wochen) - Charles & Eddie – Would I Lie to You? - 1 Woche (30. November – 6. Dezember, insgesamt 10 Wochen) - Inner Circle – Sweat (A La La La La Long) - 1 Woche (7. Dezember – 13. Dezember, insgesamt 10 Wochen) - Charles & Eddie – Would I Lie to You? - 3 Wochen (14. Dezember 1992 – 3. Januar 1993, insgesamt 10 Wochen) | - Charles & Eddie – Would I Lie to You? - 3 Wochen (14. Dezember 1992 – 3. Januar 1993, insgesamt 10 Wochen) - Michael Jackson – Heal the World - 1 Woche (4. Januar – 11. Januar) - Charles & Eddie – Would I Lie to You? - 6 Wochen (11. Januar – 21. Februar, insgesamt 10 Wochen) - Paul McCartney – Hope of Deliverance - 8 Wochen (22. Februar – 18. April, insgesamt 9 Wochen) - Ace of Base – All That She Wants - 3 Wochen (19. April – 9. Mai) - Paul McCartney – Hope of Deliverance - 1 Woche (10. Mai – 16. Mai, insgesamt 9 Wochen) - The Beloved – Sweet Harmony - 1 Woche (17. Mai – 23. Mai) - Ace of Base – Wheel of Fortune - 3 Wochen (24. Mai – 13. Juni) - Janet Jackson – That’s the Way Love Goes - 5 Wochen (14. Juni – 18. Juli) - UB40 – (I Can’t Help) Falling in Love - 7 Wochen (19. Juli – 5. September) - 4 Non Blondes – What’s Up? - 6 Wochen (6. September – 17. Oktober) - Billy Joel – The River of Dreams - 1 Woche (18. Oktober – 24. Oktober) - Pet Shop Boys – Go West - 5 Wochen (25. Oktober – 28. November, insgesamt 7 Wochen) - Meat Loaf – I’d Do Anything for Love (But I Won’t Do That) - 1 Woche (29. November – 5. Dezember, insgesamt 2 Wochen) - Pet Shop Boys – Go West - 1 Woche (6. Dezember – 12. Dezember, insgesamt 7 Wochen) - Meat Loaf – I’d Do Anything for Love (But I Won’t Do That) - 1 Woche (13. Dezember – 19. Dezember, insgesamt 2 Wochen) - Pet Shop Boys – Go West - 1 Woche (20. Dezember – 26. Dezember, insgesamt 7 Wochen) - Ace of Base – The Sign - 8 Wochen (27. Dezember 1993 – 20. Februar 1994, insgesamt 9 Wochen) |
| 1994 | 1995 |
| - Ace of Base – The Sign - 8 Woche (27. Dezember 1993 – 20. Februar 1994, insgesamt 9 Wochen) - Bryan Adams, Rod Stewart & Sting – All for Love - 1 Woche (21. Februar – 27. Februar, insgesamt 3 Wochen) - Ace of Base – The Sign - 1 Woche (28. Februar – 6. März, insgesamt 9 Wochen) - Bryan Adams, Rod Stewart & Sting – All for Love - 2 Wochen (7. März – 20. März, insgesamt 3 Wochen) - Meat Loaf – Rock and Roll Dreams Come Through - 2 Wochen (21. März – 3. April) - Bruce Springsteen – Streets of Philadelphia - 5 Wochen (4. April – 8. Mai) - The Symbol – The Most Beautiful Girl in the World - 2 Wochen (9. Mai – 22. Mai, insgesamt 3 Wochen) - Joshua Kadison – Jessie - 1 Woche (23. Mai – 29. Mai, insgesamt 5 Wochen) - Prince – The Most Beautiful Girl in the World - 1 Woche (30. Mai – 5. Juni, insgesamt 3 Wochen) - Joshua Kadison – Jessie - 4 Wochen (6. Juni – 3. Juli, insgesamt 5 Wochen) - Joe Cocker – Summer in the City - 6 Wochen (4. Juli – 14. August) - All-4-One – I Swear - 3 Wochen (15. August – 4. September) - Wet Wet Wet – Love Is All Around - 10 Wochen (5. September – 13. November) - Joe Cocker – The Simple Things - 1 Woche (14. November – 20. November) - Bon Jovi – Always - 2 Wochen (21. November – 4. Dezember, insgesamt 6 Wochen) - Sheryl Crow – All I Wanna Do - 1 Woche (5. Dezember – 11. Dezember; insgesamt 2 Wochen) - Bon Jovi – Always - 4 Wochen (12. Dezember 1994 – 8. Januar 1995, insgesamt 6 Wochen)                                                    | - Bon Jovi – Always - 4 Wochen (12. Dezember 1994 – 8. Januar 1995, insgesamt 6 Wochen) - East 17 – Stay Another Day - 1 Woche (9. Januar – 15. Januar, insgesamt 4 Wochen) - Sheryl Crow – All I Wanna Do - 1 Woche (16. Januar – 22. Januar; insgesamt 2 Wochen) - East 17 – Stay Another Day - 3 Wochen (23. Januar – 12. Februar, insgesamt 4 Wochen) - Madonna – Take a Bow - 1 Woche (13. Februar – 19. Februar) - Sparks – When Do I Get to Sing “My Way” - 4 Wochen (20. Februar – 19. März, insgesamt 5 Wochen) - The Connells – ’74–’75 - 1 Woche (20. März – 26. März, insgesamt 3 Wochen) - Sparks – When Do I Get to Sing “My Way” - 1 Woche (27. März – 2. April, insgesamt 5 Wochen) - The Connells – ’74–’75 - 2 Wochen (3. April – 16. April, insgesamt 3 Wochen) - Janet Jackson – Whoops Now - 1 Woche (17. April – 23. April, insgesamt 2 Wochen) - Take That – Back for Good - 1 Woche (24. April – 30. April, insgesamt 14 Wochen) - Janet Jackson – Whoops Now - 1 Woche (1. Mai – 7. Mai, insgesamt 2 Wochen) - Take That – Back for Good - 13 Wochen (8. Mai – 6. August, insgesamt 14 Wochen) - La Bouche – Fallin’ in Love - 1 Woche (7. August – 13. August, insgesamt 2 Wochen) - Diana King – Shy Guy - 1 Woche (14. August – 20. August) - Edwyn Collins – A Girl Like You - 1 Woche (21. August – 27. August, insgesamt 8 Wochen) - La Bouche – Fallin’ in Love - 1 Woche (28. August – 3. September, insgesamt 2 Wochen) - Edwyn Collins – A Girl Like You - 7 Wochen (4. September – 22. Oktober, insgesamt 8 Wochen) - Simply Red – Fairground - 8 Wochen (23. Oktober – 17. Dezember) - Michael Jackson – Earth Song - 8 Wochen (18. Dezember 1995 – 11. Februar 1996) |
| 1996 | 1997 |
| - Michael Jackson – Earth Song - 8 Wochen (18. Dezember 1995 – 11. Februar 1996) - Everything but the Girl – Missing (Todd Terry Club Mix) - 1 Woche (12. Februar – 18. Februar, insgesamt 2 Wochen) - Fools Garden – Lemon Tree - 2 Wochen (19. Februar – 3. März, insgesamt 11 Wochen) - Everything but the Girl – Missing (Todd Terry Club Mix) - 1 Woche (4. März – 10. März, insgesamt 2 Wochen) - Fools Garden – Lemon Tree - 9 Wochen (11. März – 12. Mai, insgesamt 11 Wochen) - Los del Río – Macarena (Bayside Boys Remix) - 6 Wochen (13. Mai – 23. Juni) - Mr. President – Coco Jamboo - 1 Woche (24. Juni – 30. Juni, insgesamt 3 Wochen) - Los del Río – Macarena (Bayside Boys Remix) - 1 Woche (1. Juli – 7. Juli) - Mr. President – Coco Jamboo - 2 Wochen (8. Juli – 21. Juli, insgesamt 3 Wochen) - Fugees – Killing Me Softly - 5 Wochen (22. Juli – 25. August) - No Mercy – Where Do You Go - 3 Wochen (26. August – 15. September) - Spice Girls – Wannabe - 4 Wochen (16. September – 13. Oktober) - OMC – How Bizarre - 6 Wochen (14. Oktober – 24. November) - Donna Lewis – I Love You Always Forever - 2 Wochen (25. November – 8. Dezember) - Backstreet Boys – Quit Playing Games (with My Heart) - 4 Wochen (9. Dezember 1996 – 5. Januar 1997, insgesamt 5 Wochen) | - Backstreet Boys – Quit Playin’ Games (With My Heart) - 4 Wochen (9. Dezember 1996 – 5. Januar 1997, insgesamt 5 Wochen) - Toni Braxton – Un-Break My Heart - 1 Woche (6. Januar – 12. Januar, insgesamt 4 Wochen) - Backstreet Boys – Quit Playin’ Games (With My Heart) - 1 Woche (13. Januar – 19. Januar, insgesamt 5 Wochen) - Toni Braxton – Un-Break My Heart - 3 Wochen (20. Januar – 9. Februar, insgesamt 4 Wochen) - No Doubt – Don’t Speak - 10 Wochen (10. Februar – 20. April) - R. Kelly – I Believe I Can Fly - 4 Wochen (21. April – 18. Mai) - Michael Jackson – Blood on the Dance Floor - 1 Woche (19. Mai – 25. Mai) - Nana – Lonely - 5 Wochen (26. Mai – 29. Juni) - Hanson – MMMBop - 6 Wochen (30. Juni – 10. August) - Puff Daddy feat. Faith Evans & 112 – I’ll Be Missing You - 7 Wochen (11. August – 28. September) - Elton John – Candle in the Wind ’97 - 1 Woche (29. September – 5. Oktober) - Will Smith feat. Coko – Men in Black - 5 Wochen (6. Oktober – 9. November) - Backstreet Boys – As Long as You Love Me - 1 Woche (10. November – 16. November) - Dario G – Sunchyme - 10 Wochen (17. November 1997 – 25. Januar 1998) |
| 1998 | 1999 |
| - Dario G – Sunchyme - 10 Wochen (17. November 1997 – 25. Januar 1998) - Janet Jackson – Together Again - 4 Wochen (26. Januar – 22. Februar) - Natalie Imbruglia – Torn - 4 Wochen (23. Februar – 22. März) - Céline Dion – My Heart Will Go On - 1 Woche (23. März – 29. März) - Natalie Imbruglia – Torn - 1 Woche (30. März – 5. April) - Madonna – Frozen - 5 Wochen (6. April – 10. Mai) - Lighthouse Family – High - 11 Wochen (11. Mai – 26. Juli) - Des’ree – Life - 9 Wochen (27. Juli – 27. September) - Aerosmith – I Don’t Want to Miss a Thing - 5 Wochen (28. September – 1. November) - Jennifer Paige – Crush - 1 Woche (2. November – 8. November) - Cher – Believe - 11 Wochen (9. November 1998 – 24. Januar 1999) | - Cher – Believe - 11 Wochen (9. November 1998 – 24. Januar 1999) - Emilia – Big Big World - 6 Wochen (25. Januar – 7. März) - Britney Spears – … Baby One More Time - 11 Wochen (8. März – 23. Mai) - Blondie – Maria - 1 Woche (24. Mai – 30. Mai) - Backstreet Boys – I Want It That Way - 2 Wochen (31. Mai – 13. Juni) - Lou Bega – Mambo No. 5 (A Little Bit of …) - 10 Wochen (14. Juni – 22. August) - Shania Twain – That Don’t Impress Me Much - 5 Wochen (23. August – 26. September) - Eiffel 65 – Blue (Da Ba Dee) - 3 Wochen (27. September – 17. Oktober) - Christina Aguilera – Genie in a Bottle - 7 Wochen (18. Oktober – 5. Dezember) - Tina Turner – When the Heartache Is Over - 1 Woche (6. Dezember – 12. Dezember) - Jennifer Lopez – Waiting for Tonight - 3 Wochen (13. Dezember 1999 – 2. Januar 2000) |

| 2000 | 2001 |
| --- | --- |
| - Jennifer Lopez – Waiting for Tonight - 3 Wochen (13. Dezember 1999 – 2. Januar 2000) - R. Kelly – If I Could Turn Back the Hands of Time - 1 Woche (3. Januar – 9. Januar) - Britney Spears – Born to Make You Happy - 6 Wochen (10. Januar – 20. Februar) - Tom Jones + Mousse T. – Sex Bomb - 3 Wochen (21. Februar – 12. März) - Madonna – American Pie - 8 Wochen (13. März – 7. Mai) - Melanie C feat. Lisa “Left Eye” Lopes – Never Be the Same Again - 2 Wochen (8. Mai – 21. Mai, insgesamt 4 Wochen) - Britney Spears – Oops!… I Did It Again - 1 Woche (22. Mai – 28. Mai, insgesamt 3 Wochen) - Melanie C feat. Lisa “Left Eye” Lopes – Never Be the Same Again - 2 Wochen (29. Mai – 11. Juni, insgesamt 4 Wochen) - Britney Spears – Oops! … I Did It Again - 2 Wochen (12. Juni – 25. Juni, insgesamt 3 Wochen) - Reamonn – Supergirl - 6 Wochen (26. Juni – 6. August) - ATC – Around the World (La La La La La) - 4 Wochen (7. August – 3. September) - Anastacia – I’m Outta Love - 2 Wochen (4. September – 17. September, insgesamt 3 Wochen) - Ronan Keating – Life Is a Rollercoaster - 1 Woche (18. September – 24. September) - Anastacia – I’m Outta Love - 1 Woche (25. September – 1. Oktober, insgesamt 3 Wochen) - The Underdog Project – Summer Jam - 3 Wochen (2. Oktober – 22. Oktober) - Toploader – Dancing in the Moonlight - 4 Wochen (23. Oktober – 19. November) - Modjo – Lady (Hear Me Tonight) - 9 Wochen (20. November 2000 – 21. Januar 2001) | - Modjo – Lady (Hear Me Tonight) - 9 Wochen (20. November 2000 – 21. Januar 2001) - Robbie Williams – Supreme - 6 Wochen (22. Januar – 4. März) - No Angels – Daylight in Your Eyes - 5 Wochen (5. März – 8. April) - Ricky Martin & Christina Aguilera – Nobody Wants To Be Lonely - 1 Woche (9. April – 15. April) - LeAnn Rimes – Can’t Fight the Moonlight - 4 Wochen (16. April – 13. Mai) - Ronan Keating – Lovin’ Each Day - 3 Wochen (14. Mai – 3. Juni) - Atomic Kitten – Whole Again - 6 Wochen (4. Juni – 15. Juli) - Dante Thomas feat. Pras – Miss California - 2 Wochen (16. Juli – 29. Juli) - Shaggy feat. Rayvon – Angel - 3 Wochen (30. Juli – 19. August) - Uncle Kracker – Follow Me - 8 Wochen (20. August – 14. Oktober) - Titiyo – Come Along - 2 Wochen (15. Oktober – 28. Oktober) - Kylie Minogue – Can’t Get You Out of My Head - 8 Wochen (29. Oktober – 23. Dezember) - Sarah Connor – From Sarah with Love - 6 Wochen (24. Dezember 2001 – 3. Februar 2002) |
| 2002 | 2003 |
| - Sarah Connor – From Sarah with Love - 6 Wochen (24. Dezember 2001 – 3. Februar 2002) - Anastacia – Paid My Dues - 3 Wochen (4. Februar – 24. Februar) - Shakira – Whenever, Wherever - 9 Wochen (25. Februar – 28. April) - Anastacia – One Day in Your Life - 2 Wochen (29. April – 12. Mai) - Enrique Iglesias – Escape - 3 Wochen (13. Mai – 2. Juni) - Wonderwall – Just More - 7 Wochen (3. Juni – 21. Juli) - Vanessa Carlton – A Thousand Miles - 1 Woche (22. Juli – 28. Juli, insgesamt 3 Wochen) - Shakira – Underneath Your Clothes - 1 Woche (29. Juli – 4. August, insgesamt 2 Wochen) - Vanessa Carlton – A Thousand Miles - 1 Woche (5. August – 11. August, insgesamt 3 Wochen) - Shakira – Underneath Your Clothes - 1 Woche (12. August – 18. August, insgesamt 2 Wochen) - Vanessa Carlton – A Thousand Miles - 1 Woche (19. August – 25. August, insgesamt 3 Wochen) - Herbert Grönemeyer – Mensch - 8 Wochen (26. August – 20. Oktober) - Avril Lavigne – Complicated - 6 Wochen (21. Oktober – 1. Dezember) - Robbie Williams – Feel - 10 Wochen (2. Dezember 2002 – 16. Februar 2003) | - Robbie Williams – Feel - 10 Wochen (2. Dezember 2002 – 16. Februar 2003) - Christina Aguilera – Beautiful - 3 Wochen (17. Februar – 9. März) - Pink – Family Portrait - 2 Wochen (10. März – 23. März) - Avril Lavigne – I’m with You - 3 Wochen (24. März – 13. April) - Robbie Williams – Come Undone - 5 Wochen (14. April – 18. Mai) - No Angels – No Angel (It’s All in Your Mind) - 2 Wochen (19. Mai – 1. Juni) - Reamonn – Star - 1 Woche (2. Juni – 8. Juni, insgesamt 2 Wochen) - Craig David feat. Sting – Rise & Fall - 1 Woche (9. Juni – 15. Juni) - Nena & Kim Wilde – Anyplace, Anywhere, Anytime - 2 Wochen (16. Juni – 29. Juni) - Reamonn – Star - 1 Woche (30. Juni – 6. Juli, insgesamt 2 Wochen) - Outlandish – Aïcha - 2 Wochen (7. Juli – 20. Juli, insgesamt 5 Wochen) - Madonna – Hollywood - 1 Woche (21. Juli – 27. Juli) - Robbie Williams – Something Beautiful - 3 Wochen (28. Juli – 17. August) - No Angels – Someday - 1 Woche (18. August – 24. August) - Outlandish – Aïcha - 3 Wochen (25. August – 14. September, insgesamt 5 Wochen) - Dido – White Flag - 7 Wochen (15. September – 2. November) - Sugababes – Hole in the Head - 3 Wochen (3. November – 23. November) - Atomic Kitten – If You Come to Me - 2 Wochen (24. November – 7. Dezember) - Robbie Williams – Sexed Up - 1 Woche (8. Dezember – 14. Dezember) - No Doubt – It’s My Life - 4 Wochen (15. Dezember 2003 – 11. Januar 2004, insgesamt 6 Wochen) |
| 2004 | 2005 |
| - No Doubt – It’s My Life - 4 Wochen (15. Dezember 2003 – 11. Januar 2004, insgesamt 6 Wochen) - Westlife – Mandy - 1 Woche (12. Januar – 18. Januar) - No Doubt – It’s My Life - 2 Wochen (19. Januar – 1. Februar, insgesamt 6 Wochen) - Jamelia – Superstar - 3 Wochen (2. Februar – 22. Februar) - Dido – Life for Rent - 1 Woche (23. Februar – 29. Februar) - Limp Bizkit – Behind Blue Eyes - 1 Woche (1. März – 7. März) - Pink – God Is a DJ - 2 Wochen (8. März – 21. März) - Kurt Nilsen – She’s so High - 1 Woche (22. März – 28. März) - Anastacia – Left Outside Alone - 6 Wochen (29. März – 9. Mai, insgesamt 8 Wochen) - 3 Doors Down – Here Without You - 1 Woche (10. Mai – 16. Mai) - Anastacia – Left Outside Alone - 2 Wochen (17. Mai – 30. Mai, insgesamt 8 Wochen) - Mario Winans feat. P. Diddy & Enya – I Don’t Wanna Know - 2 Wochen (31. Mai – 13. Juni) - Alanis Morissette – Everything - 1 Woche (14. Juni – 20. Juni) - Maroon 5 – This Love - 4 Wochen (21. Juni – 18. Juli, insgesamt 5 Wochen) - Nelly Furtado – Força - 2 Wochen (19. Juli – 1. August) - Maroon 5 – This Love - 1 Woche (2. August – 8. August, insgesamt 5 Wochen) - Anastacia – Sick and Tired - 10 Wochen (9. August – 17. Oktober) - Bryan Adams – Open Road - 1 Woche (18. Oktober – 24. Oktober) - Dido – Sand in My Shoes - 3 Wochen (25. Oktober – 14. November) - Maroon 5 – She Will Be Loved - 3 Wochen (15. November – 5. Dezember) - Brian McFadden – Real to Me - 2 Wochen (6. Dezember – 19. Dezember) - Sarah Connor – Living to Love You - 1 Woche (20. Dezember – 26. Dezember) - Robbie Williams – Misunderstood - 2 Wochen (27. Dezember 2004 – 9. Januar 2005) | - Robbie Williams – Misunderstood - 2 Wochen (27. Dezember 2004 – 9. Januar 2005) - Söhne Mannheims – Und wenn ein Lied - 1 Woche (10. Januar – 16. Januar) - Juli – Geile Zeit - 2 Wochen (17. Januar – 30. Januar) - Green Day – Boulevard of Broken Dreams - 1 Woche (31. Januar – 6. Februar) - Natasha Bedingfield – Unwritten - 5 Wochen (7. Februar – 13. März) - Nena – Liebe ist - 3 Wochen (14. März – 3. April) - Sarah Connor – From Zero to Hero - 1 Woche (4. April – 10. April) - Mario – Let Me Love You - 2 Wochen (11. April – 24. April) - Melanie C – Next Best Superstar - 2 Wochen (25. April – 8. Mai) - Natalie Imbruglia – Shiva - 2 Wochen (9. Mai – 22. Mai) - Juli – Regen und Meer - 2 Wochen (23. Mai – 5. Juni) - Rob Thomas – Lonely No More - 2 Wochen (6. Juni – 19. Juni) - Coldplay – Speed of Sound - 1 Woche (20. Juni – 26. Juni) - Daniel Powter – Bad Day - 8 Wochen (27. Juni – 21. August) - Green Day – Wake Me Up When September Ends - 1 Woche (22. August – 28. August, insgesamt 2 Wochen) - Black Eyed Peas – Don’t Lie - 1 Woche (29. August – 4. September, insgesamt 2 Wochen) - Green Day – Wake Me Up When September Ends - 1 Woche (5. September – 11. September, insgesamt 2 Wochen) - Black Eyed Peas – Don’t Lie - 1 Woche (12. September – 18. September, insgesamt 2 Wochen) - Robbie Williams – Tripping - 7 Wochen (19. September – 3. November) - Madonna – Hung Up - 6 Wochen (4. November – 15. Dezember, insgesamt 7 Wochen) - Robbie Williams – Advertising Space - 4 Wochen (16. Dezember 2005 – 12. Januar 2006) |
| 2006 | 2007 |
| - Robbie Williams – Advertising Space - 4 Wochen (16. Dezember 2005 – 12. Januar 2006) - Madonna – Hung Up - 1 Woche (13. Januar – 19. Januar, insgesamt 7 Wochen) - James Blunt – High - 2 Wochen (20. Januar – 2. Februar, insgesamt 4 Wochen) - Nickelback – Far Away - 1 Woche (3. Februar – 9. Februar) - James Blunt – High - 2 Wochen (10. Februar – 23. Februar, insgesamt 4 Wochen) - Madonna – Sorry - 4 Wochen (24. Februar – 23. März) - Kelly Clarkson – Because of You - 1 Woche (24. März – 30. März, insgesamt 3 Wochen) - Pink – Stupid Girls - 2 Wochen (31. März – 13. April) - Reamonn – Promise (You & Me) - 1 Woche (14. April – 20. April) - Kelly Clarkson – Because of You - 1 Woche (21. April – 27. April, insgesamt 3 Wochen) - Silbermond – Unendlich - 1 Woche (28. April – 4. Mai) - Kelly Clarkson – Because of You - 1 Woche (5. Mai – 11. Mai, insgesamt 3 Wochen) - Shakira feat. Wyclef Jean – Hips Don’t Lie - 3 Wochen (12. Mai – 1. Juni, insgesamt 6 Wochen) - Robbie Williams – Sin Sin Sin - 3 Wochen (2. Juni – 22. Juni) - Pink – Who Knew - 1 Woche (23. Juni – 29. Juni) - Shakira feat. Wyclef Jean – Hips Don’t Lie - 3 Wochen (30. Juni – 20. Juli, insgesamt 6 Wochen) - Reamonn – Tonight - 4 Wochen (21. Juli – 17. August, insgesamt 5 Wochen) - Kelly Clarkson – Breakaway - 2 Wochen (18. August – 31. August) - James Blunt – Wisemen - 2 Wochen (1. September – 14. September) - Reamonn – Tonight - 1 Woche (15. September – 21. September, insgesamt 5 Wochen) - Juli – Dieses Leben - 5 Wochen (22. September – 26. Oktober) - Silbermond – Das Beste - 2 Wochen (27. Oktober – 9. November) - Take That – Patience - 1 Woche (10. November – 16. November) - Christina Aguilera – Hurt - 1 Woche (17. November – 23. November) - Xavier Naidoo – Was wir alleine nicht schaffen - 1 Woche (24. November – 30. November) - Nelly Furtado – All Good Things (Come to an End) - 4 Wochen (1. Dezember – 28. Dezember, insgesamt 7 Wochen) - Monrose – Shame - 1 Woche (29. Dezember 2006 – 4. Januar 2007) | - Monrose – Shame - 1 Woche (29. Dezember 2006 – 4. Januar 2007) - Nickelback – If Everyone Cared - 1 Woche (5. Januar – 11. Januar) - Nelly Furtado – All Good Things (Come to an End) - 3 Wochen (12. Januar – 1. Februar, insgesamt 7 Wochen) - Herbert Grönemeyer – Lied 1 – Stück vom Himmel - 5 Wochen (2. Februar – 8. März) - Nelly Furtado – Say It Right - 4 Wochen (9. März – 5. April, insgesamt 13 Wochen) - Justin Timberlake – What Goes Around … Comes Around - 1 Woche (6. April – 12. April) - Nelly Furtado – Say It Right - 7 Wochen (13. April – 31. Mai, insgesamt 13 Wochen) - Maroon 5 – Makes Me Wonder - 2 Wochen (1. Juni – 14. Juni) - Nelly Furtado – Say It Right - 1 Woche (15. Juni – 21. Juni, insgesamt 13 Wochen) - Rihanna feat. Jay-Z – Umbrella - 1 Woche (22. Juni – 28. Juni) - Nelly Furtado – Say It Right - 1 Woche (29. Juni – 5. Juli, insgesamt 13 Wochen) - Gwen Stefani – 4 in the Morning - 2 Wochen (6. Juli – 19. Juli) - Fergie – Big Girls Don’t Cry - 3 Wochen (20. Juli – 9. August) - Nickelback – Rockstar - 1 Woche (10. August – 16. August) - James Blunt – 1973 - 6 Wochen (17. August – 27. September) - Plain White T’s – Hey There Delilah - 1 Woche (28. September – 4. Oktober) - James Blunt – 1973 - 1 Woche (5. Oktober – 11. Oktober) - Rooney – When Did Your Heart Go Missing - 2 Wochen (12. Oktober – 25. Oktober) - Sugababes – About You Now - 3 Wochen (26. Oktober – 15. November) - Timbaland pres. OneRepublic – Apologize (Remix) - 8 Wochen (16. November 2007 – 10. Januar 2008)                   |
| 2008 | 2009 |
| - Timbaland pres. OneRepublic – Apologize (Remix) - 8 Wochen (16. November 2007 – 10. Januar 2008) - Leona Lewis – Bleeding Love - 5 Wochen (11. Januar – 14. Februar, insgesamt 9 Wochen) - Gwen Stefani – Early Winter - 1 Woche (15. Februar – 21. Februar) - Lenny Kravitz – I’ll Be Waiting - 1 Woche (22. Februar – 28. Februar) - Leona Lewis – Bleeding Love - 4 Wochen (29. Februar – 27. März, insgesamt 9 Wochen) - OneRepublic – Stop and Stare - 4 Wochen (28. März – 24. April) - Duffy – Mercy - 1 Woche (25. April – 1. Mai, insgesamt 2 Wochen) - Madonna feat. Justin Timberlake & Timbaland – 4 Minutes - 3 Wochen (2. Mai – 22. Mai) - Sara Bareilles – Love Song - 4 Wochen (23. Mai – 19. Juni) - Revolverheld – Helden 2008 - 2 Wochen (20. Juni – 3. Juli) - Leona Lewis – Better in Time - 1 Woche (4. Juli – 10. Juli) - Duffy – Mercy - 1 Woche (11. Juli – 17. Juli, insgesamt 2 Wochen) - Coldplay – Viva la Vida - 6 Wochen (18. Juli – 28. August) - Katy Perry – I Kissed a Girl - 2 Wochen (29. August – 11. September) - Pink – So What - 8 Wochen (12. September – 6. November) - Reamonn – Through the Eyes of a Child - 2 Wochen (7. November – 20. November) - Madonna – Miles Away - 2 Wochen (21. November – 4. Dezember) - Katy Perry – Hot n Cold - 3 Wochen (5. Dezember – 25. Dezember) - Pink – Sober - 3 Wochen (26. Dezember 2008 – 15. Januar 2009) | - Pink – Sober - 3 Wochen (26. Dezember 2008 – 15. Januar 2009) - James Morrison feat. Nelly Furtado – Broken Strings - 4 Wochen (16. Januar – 12. Februar) - Silbermond – Irgendwas bleibt - 6 Wochen (13. Februar – 26. März) - Kelly Clarkson – My Life Would Suck without You - 2 Wochen (27. März – 9. April) - Milow – Ayo Technology - 2 Wochen (10. April – 23. April, insgesamt 4 Wochen) - Pink – Please Don’t Leave Me - 5 Wochen (24. April – 28. Mai) - Sunrise Avenue – The Whole Story - 1 Woche (29. Mai – 4. Juni) - Milow – Ayo Technology - 2 Wochen (5. Juni – 18. Juni, insgesamt 4 Wochen) - Reamonn – Moments Like This - 3 Wochen (19. Juni – 9. Juli) - Katy Perry – Waking Up in Vegas - 3 Wochen (10. Juli – 30. Juli) - Green Day – 21 Guns - 5 Wochen (31. Juli – 3. September) - Nelly Furtado – Manos al aire - 1 Woche (4. September – 10. September) - Pink – Funhouse - 1 Woche (11. September – 17. September) - Robbie Williams – Bodies - 9 Wochen (18. September – 19. November) - OneRepublic – Secrets - 1 Woche (20. November – 26. November, insgesamt 2 Wochen) - Ich + Ich – Pflaster - 3 Wochen (27. November – 17. Dezember) - Aura Dione – I Will Love You Monday (365) - 1 Woche (18. Dezember – 24. Dezember) - Pink – I Don’t Belive In You - 2 Wochen (25. Dezember 2009 – 7. Januar 2010) |

| 2010 | 2011 |
| --- | --- |
| - Pink – I Don’t Belive In You - 2 Wochen (25. Dezember 2009 – 7. Januar 2010) - OneRepublic – Secrets - 1 Woche (8. Januar – 14. Januar, insgesamt 2 Wochen) - Keri Hilson – I Like - 1 Woche (15. Januar – 21. Januar) - Owl City – Fireflies - 5 Wochen (22. Januar – 25. Februar) - Cheryl Cole – Fight for This Love - 4 Wochen (26. Februar – 25. März) - OneRepublic – All The Right Moves - 2 Wochen (26. März – 8. April) - Lena Meyer-Landrut – Satellite - 2 Wochen (9. April – 22. April) - Pink – Bad Influence - 2 Wochen (23. April – 6. Mai) - Adam Lambert – Whataya Want from Me - 5 Wochen (7. Mai – 10. Juni) - Katy Perry feat. Snoop Dogg – California Gurls - 6 Wochen (11. Juni – 22. Juli) - Lady Gaga – Alejandro - 3 Wochen (23. Juli – 12. August, insgesamt 4 Wochen) - Yolanda Be Cool & DCUP – We No Speak Americano - 2 Wochen (13. August – 26. August) - Hurts – Wonderful Life - 2 Wochen (27. August – 9. September) - Lady Gaga – Alejandro - 1 Woche (10. September – 16. September, insgesamt 4 Wochen) - Ich + Ich – Universum - 1 Woche (17. September – 23. September) - Katy Perry – Teenage Dream - 3 Wochen (24. September – 14. Oktober) - Robbie Williams & Gary Barlow – Shame - 1 Woche (15. Oktober – 21. Oktober) - James Blunt – Stay the Night - 1 Woche (22. Oktober – 28. Oktober) - Pink – Raise Your Glass - 6 Wochen (29. Oktober – 9. Dezember, insgesamt 7 Wochen) - Bruno Mars – Just the Way You Are - 2 Wochen (10. Dezember – 23. Dezember) - Michael Jackson & Akon – Hold My Hand - 2 Wochen (24. Dezember 2010 – 6. Januar 2011) | - Michael Jackson & Akon – Hold My Hand - 2 Wochen (24. Dezember 2010 – 6. Januar 2011) - OneRepublic – Good Life - 1 Woche (7. Januar – 13. Januar) - Pink – Raise Your Glass - 1 Woche (14. Januar – 20. Januar, insgesamt 7 Wochen) - Adele – Rolling in the Deep - 3 Wochen (21. Januar – 10. Februar) - Bruno Mars – Grenade - 2 Wochen (11. Februar – 24. Februar) - Hurts – Stay - 3 Wochen (25. Februar – 17. März) - Pink – F**kin’ Perfect - 2 Wochen (18. März – 31. März) - Milow – You and Me (In My Pocket) - 4 Wochen (1. April – 28. April) - Colbie Caillat – I Do - 1 Woche (29. April – 5. Mai) - Rihanna – S&M - 1 Woche (6. Mai – 12. Mai) - Jessie J feat. B.o.B. – Price Tag - 7 Wochen (13. Mai – 30. Juni) - Bruno Mars – The Lazy Song - 2 Wochen (1. Juli – 14. Juli) - Alexandra Stan – Mr. Saxobeat - 1 Woche (15. Juli – 21. Juli) - Katy Perry – Last Friday Night (T.G.I.F.) - 2 Wochen (22. Juli – 4. August) - Lady Gaga – The Edge of Glory - 3 Wochen (5. August – 25. August) - Don Omar feat. Lucenzo – Danza Kuduro - 2 Wochen (26. August – 8. September) - Marlon Roudette – New Age - 7 Wochen (9. September – 27. Oktober) - Bruno Mars – Marry You - 3 Wochen (28. Oktober – 17. November) - Aura Dione – Geronimo - 1 Woche (18. November – 24. November, insgesamt 2 Wochen) - Coldplay – Paradise - 1 Woche (25. November – 1. Dezember) - Aura Dione – Geronimo - 1 Woche (2. Dezember – 8. Dezember, insgesamt 2 Wochen) - Rihanna feat. Calvin Harris – We Found Love - 3 Wochen (9. Dezember – 29. Dezember) - Gotye feat. Kimbra – Somebody That I Used to Know - 5 Wochen (30. Dezember 2011 – 2. Februar 2012) |
| 2012 | 2013 |
| - Gotye feat. Kimbra – Somebody That I Used to Know - 5 Wochen (30. Dezember 2011 – 2. Februar 2012) - Silbermond – Himmel auf - 1 Woche (3. Februar – 9. Februar) - Olly Murs feat. Rizzle Kicks – Heart Skips a Beat - 1 Woche (10. Februar – 16. Februar, insgesamt6 Wochen) - Michel Teló – Ai Se Eu Te Pego! - 3 Wochen (17. Februar – 8. März) - Olly Murs feat. Rizzle Kicks – Heart Skips a Beat - 2 Wochen (9. März – 22. März, insgesamt 6 Wochen) - Aura Dione feat. Rock Mafia – Friends - 2 Wochen (23. März – 5. April) - Jason Derulo – Breathing - 1 Woche (6. April – 12. April) - Olly Murs feat. Rizzle Kicks – Heart Skips a Beat - 3 Wochen (13. April – 3. Mai, insgesamt 6 Wochen) - Bruno Mars – Count on Me - 2 Wochen (4. Mai – 17. Mai) - Die Toten Hosen – Tage wie diese - 3 Wochen (18. Mai – 7. Juni) - Alex Clare – Too Close - 3 Wochen (8. Juni – 28. Juni) - Die Ärzte – M + F - 1 Woche (29. Juni – 5. Juli) - Maroon 5 feat. Wiz Khalifa – Payphone - 1 Woche (6. Juli – 12. Juli) - Flo Rida – Whistle - 2 Wochen (13. Juli – 26. Juli) - Pink – Blow Me (One Last Kiss) - 8 Wochen (27. Juli – 20. September) - Robbie Williams – Candy - 5 Wochen (21. September – 25. Oktober) - Rihanna – Diamonds - 7 Wochen (26. Oktober – 13. Dezember, insgesamt 8 Wochen) - Adele – Skyfall - 3 Wochen (14. Dezember 2012 – 3. Januar 2013) | - Adele – Skyfall - 3 Wochen (14. Dezember 2012 – 3. Januar 2013) - Rihanna – Diamonds - 1 Woche4 (4. Januar – 10. Januar, insgesamt 8 Wochen) - Lenka – Everything at Once - 3 Wochen (11. Januar – 31. Januar) - Olly Murs feat. Flo Rida – Troublemaker - 3 Wochen (1. Februar – 21. Februar) - Ellie Goulding – Lights - 1 Woche (22. Februar – 28. Februar) - Rihanna feat. Mikky Ekko – Stay - 3 Wochen (1. März – 21. März) - Passenger – Let Her Go - 2 Wochen (22. März – 4. April) - Justin Timberlake – Mirrors - 5 Wochen (5. April – 9. Mai) - Pink feat. Nate Ruess – Just Give Me a Reason - 1 Woche (10. Mai – 16. Mai) - Capital Cities – Safe and Sound - 6 Wochen (17. Mai – 27. Juni) - Daft Punk feat. Pharrell Williams – Get Lucky - 2 Wochen (28. Juni – 11. Juli) - Avicii feat. Aloe Blacc – Wake Me Up - 8 Wochen (12. Juli – 5. September) - Katy Perry – Roar - 8 Wochen (6. September – 31. Oktober) - Avicii feat. Dan Tyminski – Hey Brother - 1 Woche (1. November – 7. November, insgesamt 4 Wochen) - Klingande – Jubel - 2 Wochen (8. November – 21. November) - Avicii feat. Dan Tyminski – Hey Brother - 3 Wochen (22. November – 12. Dezember, insgesamt 4 Wochen) - Adel Tawil – Lieder - 1 Woche (13. Dezember – 19. Dezember) - Pitbull feat. Ke$ha – Timber - 1 Woche (20. Dezember – 26. Dezember) - Faul & Wad Ad vs. Pnau – Changes - 2 Wochen (27. Dezember 2013 – 9. Januar 2014) |
| 2014 | 2015 |
| - Faul & Wad Ad vs. Pnau – Changes - 2 Wochen (27. Dezember 2013 – 9. Januar 2014) - Imagine Dragons – Demons - 1 Woche (10. Januar – 16. Januar) - Pharrell Williams – Happy - 4 Wochen (17. Januar – 13. Februar) - Lily Allen – Hard out Here - 1 Woche (14. Februar – 20. Februar) - Shakira feat. Rihanna – Can’t Remember to Forget You - 2 Wochen (21. Februar – 6. März) - Mr. Probz / Robin Schulz – Waves (Robin Schulz (Remix)) - 4 Wochen (7. März – 3. April, insgesamt 5 Wochen) - Avicii feat. Audra Mae – Addicted to You - 2 Wochen (4. April – 17. April) - Clean Bandit feat. Jess Glynne – Rather Be - 1 Woche (18. April – 24. April) - Mr. Probz / Robin Schulz – Waves (Robin Schulz (Remix)) - 1 Woche (25. April – 1. Mai, insgesamt 5 Wochen) - Cro – Traum - 1 Woche (2. Mai – 8. Mai, insgesamt 6 Wochen) - Elaiza – Is It Right - 2 Wochen (9. Mai – 22. Mai) - Cro – Traum - 5 Wochen (23. Mai – 26. Juni, insgesamt 6 Wochen) - Coldplay – A Sky Full of Stars - 1 Woche (27. Juni – 3. Juli) - OneRepublic – Love Runs Out - 2 Wochen (4. Juli – 17. Juli, insgesamt 3 Wochen) - Lilly Wood & the Prick & Robin Schulz – Prayer in C (Robin Schulz Remix) - 1 Woche (18. Juli – 24. Juli, insgesamt 3 Wochen) - OneRepublic – Love Runs Out - 1 Woche (25. Juli – 31. Juli, insgesamt 3 Wochen) - Marlon Roudette – When the Beat Drops Out - 3 Wochen (1. August – 21. August) - Lilly Wood & the Prick & Robin Schulz – Prayer in C (Robin Schulz Remix) - 1 Woche (22. August – 28. August, insgesamt 3 Wochen) - David Guetta feat. Sam Martin – Lovers on the Sun - 3 Wochen (29. August – 18. September) - Lilly Wood & the Prick & Robin Schulz – Prayer in C (Robin Schulz Remix) - 1 Woche (19. September – 25. September, insgesamt 3 Wochen) - The Script – Superheroes - 2 Wochen (26. September – 9. Oktober) - Meghan Trainor – All About That Bass - 4 Wochen (10. Oktober – 6. November) - Avicii feat. Robbie Williams – The Days - 1 Woche (7. November – 13. November, insgesamt 2 Wochen) - Calvin Harris feat. John Newman – Blame - 2 Wochen (14. November – 27. November) - Avicii feat. Robbie Williams – The Days - 1 Woche (28. November – 4. Dezember, insgesamt 2 Wochen) - Robin Schulz feat. Jasmine Thompson – Sun Goes Down - 1 Woche (5. Dezember – 11. Dezember) - David Guetta feat. Sam Martin – Dangerous - 3 Wochen (12. Dezember 2014 – 1. Januar 2015) | - David Guetta feat. Sam Martin – Dangerous - 3 Wochen (12. Dezember 2014 – 1. Januar 2015) - Ed Sheeran – Thinking Out Loud - 3 Wochen (2. Januar – 22. Januar) - Calvin Harris feat. Ellie Goulding – Outside - 2 Wochen (23. Januar – 5. Februar, insgesamt 3 Wochen) - Clean Bandit feat. Jess Glynne – Real Love - 1 Woche (6. Februar – 12. Februar) - Calvin Harris feat. Ellie Goulding – Outside - 1 Woche (13. Februar – 19. Februar, insgesamt 3 Wochen) - Meghan Trainor – Lips Are Movin - 5 Wochen (20. Februar – 26. März) - Ellie Goulding – Love Me like You Do - 2 Wochen (27. März – 9. April) - Rihanna, Kanye West & Paul McCartney – FourFiveSeconds - 1 Woche (10. April – 16. April) - Sam Smith – Like I Can - 1 Woche (17. April – 23. April) - Madcon feat. Ray Dalton – Don’t Worry - 5 Wochen (24. April – 28. Mai) - Jason Derulo – Want to Want Me - 2 Wochen (29. Mai – 11. Juni) - Robin Schulz feat. Ilsey – Headlights - 2 Wochen (12. Juni – 25. Juni) - Kygo feat. Parson James – Stole the Show - 2 Wochen (26. Juni – 9. Juli) - Cro – Bye Bye - 4 Wochen (10. Juli – 6. August) - Lost Frequencies feat. Janieck Devy – Reality - 2 Wochen (7. August – 20. August) - Robin Schulz feat. Francesco Yates – Sugar - 9 Wochen (21. August – 22. Oktober) - Felix Jaehn feat. Polina – Book of Love - 4 Wochen (23. Oktober – 19. November) - Adele – Hello - 8 Wochen (20. November 2015 – 14. Januar 2016) |
| 2016 | 2017 |
| - Adele – Hello - 8 Wochen (20. November 2015 – 14. Januar 2016) - Robin Schulz feat. J.U.D.G.E. – Show Me Love (Robin-Schulz-Lied) - 3 Wochen (15. Januar – 4. Februar) - Eff – Stimme - 2 Wochen (5. Februar – 18. Februar) - Ellie Goulding – Something in the Way You Move - 3 Wochen (19. Februar – 10. März) - Justin Bieber – Love Yourself - 3 Wochen (11. März – 31. März) - Alan Walker feat. Iselin Solheim – Faded - 2 Wochen (1. April – 14. April) - Topic feat. Nico Santos – Home - 1 Woche (15. April – 21. April) - Sia feat. Sean Paul – Cheap Thrills - 2 Wochen (22. April – 5. Mai) - DNCE – Cake by the Ocean - 3 Wochen (6. Mai – 26. Mai) - Mark Forster – Wir sind groß - 1 Woche (27. Mai – 2. Juni) - Justin Timberlake – Can’t Stop the Feeling! - 8 Wochen (3. Juni – 28. Juli) - Frans – If I Were Sorry - 1 Woche (29. Juli – 4. August) - Shawn Mendes – Treat You Better - 3 Wochen (5. August – 25. August) - Felix Jaehn feat. Alma – Bonfire - 2 Wochen (26. August – 8. September, insgesamt 4 Wochen) - Mike Perry feat. Shy Martin – The Ocean - 1 Woche (9. September – 15. September) - Felix Jaehn feat. Alma – Bonfire - 2 Wochen (16. September – 29. September, insgesamt 4 Wochen) - Rag ’n’ Bone Man – Human - 3 Woche (30. September – 20. Oktober) - Sia feat. Kendrick Lamar – The Greatest - 4 Wochen (21. Oktober – 17. November) - Calvin Harris – My Way - 3 Wochen (18. November – 8. Dezember) - David Guetta, Cedric Gervais & Chris Willis – Would I Lie to You? - 1 Woche (9. Dezember – 15. Dezember) - Clean Bandit feat. Anne-Marie & Sean Paul – Rockabye - 5 Wochen (16. Dezember 2016 – 19. Januar 2017) | - Clean Bandit feat. Anne-Marie & Sean Paul – Rockabye - 5 Wochen (16. Dezember 2016 – 19. Januar 2017) - Sia – Never Give Up - 2 Wochen (20. Januar – 2. Februar) - Alessia Cara – Scars to Your Beautiful - 1 Woche (3. Februar – 9. Februar) - Ed Sheeran – Shape of You - 7 Wochen (10. Februar – 30. März) - Katy Perry – Chained to the Rhythm - 2 Wochen (31. März – 13. April, insgesamt 3 Wochen) - Rag ’n’ Bone Man – Skin - 1 Woche (14. April – 20. April) - Katy Perry – Chained to the Rhythm - 1 Woche (21. April – 27. April, insgesamt 3 Wochen) - The Chainsmokers & Coldplay – Something Just Like This - 2 Wochen (28. April – 11. Mai) - Luis Fonsi feat. Daddy Yankee – Despacito - 1 Woche (12. Mai – 18. Mai) - Ed Sheeran – Galway Girl - 1 Woche (19. Mai – 25. Mai) - Alle Farben & Janieck Devy – Little Hollywood - 4 Wochen (26. Mai – 22. Juni) - Felix Jaehn, Hight & Alex Aiono – Hot2Touch - 2 Wochen (23. Juni – 6. Juli, insgesamt 3 Wochen) - Shawn Mendes – There’s Nothing Holdin’ Me Back - 3 Wochen (7. Juli – 27. Juli) - Felix Jaehn, Hight & Alex Aiono – Hot2Touch - 1 Woche (28. Juli – 3. August, insgesamt 3 Wochen) - Robin Schulz feat. James Blunt – OK - 4 Wochen (4. August – 31. August) - Calvin Harris feat. Pharrell Williams, Katy Perry & Big Sean – Feels - 2 Wochen (1. September – 14. September) - Axwell Λ Ingrosso feat. Kristoffer Fogelmark – More Than You Know - 1 Woche (15. September – 21. September) - Pink – What About Us? - 5 Wochen (22. September – 26. Oktober) - Zayn feat. Sia – Dusk Till Dawn - 6 Wochen (27. Oktober – 7. Dezember) - Camila Cabello feat. Young Thug – Havana - 1 Woche (8. Dezember – 14. Dezember) - Ed Sheeran – Perfect - 3 Wochen (15. Dezember 2017 – 4. Januar 2018) |
| 2018 | 2019 |
| - Ed Sheeran – Perfect - 3 Wochen (15. Dezember 2017 – 4. Januar 2018) - Felix Jaehn feat. Hearts & Colors & Adam Trigger – Like a Riddle - 1 Woche (5. Januar – 11. Januar) - Pink – Beautiful Trauma - 2 Wochen (12. Januar – 25. Januar) - Lost Frequencies feat. Zonderling – Crazy - 5 Wochen (26. Januar – 1. März) - Rita Ora & Liam Payne – For You (Fifty Shades Freed) - 3 Wochen (2. März – 22. März, insgesamt 4 Wochen) - Justin Timberlake feat. Chris Stapleton – Say Something - 1 Woche (23. März – 29. März, insgesamt 2 Wochen) - Rita Ora & Liam Payne – For You (Fifty Shades Freed) - 1 Woche (30. März – 5. April, insgesamt 4 Wochen) - Justin Timberlake feat. Chris Stapleton – Say Something - 1 Woche (6. April – 12. April, insgesamt 2 Wochen) - Robin Schulz feat. Marc Scibilia – Unforgettable - 2 Wochen (13. April – 26. April) - Rudimental feat. Jess Glynne, Dan Caplen & Macklemore – These Days - 1 Woche (27. April – 3. Mai) - Felix Jaehn feat. Marc E. Bassy & Gucci Mane – Cool - 1 Woche (4. Mai – 10. Mai) - David Guetta feat. Sia – Flames - 8 Wochen (11. Mai – 5. Juli) - Calvin Harris & Dua Lipa – One Kiss - 1 Woche (6. Juli – 12. Juli) - Namika – Je ne parle pas français - 1 Woche (13. Juli – 19. Juli) - Nico Santos – Safe - 4 Wochen (20. Juli – 16. August) - Alle Farben feat. Younotus & Kelvin Jones – Only Thing We Know - 4 Wochen (17. August – 13. September) - George Ezra – Shotgun - 1 Woche (14. September – 20. September) - Robin Schulz feat. Piso 21 – Oh Child - 1 Woche (21. September – 27. September) - Calvin Harris & Sam Smith – Promises - 8 Wochen (28. September – 22. November) - Rita Ora – Let You Love Me - 3 Wochen (23. November – 13. Dezember) - Ava Max – Sweet but Psycho - 4 Wochen (14. Dezember 2018 – 10. Januar 2019) | - Ava Max – Sweet but Psycho - 4 Wochen (14. Dezember 2018 – 10. Januar 2019) - Alle Farben & Ilira – Fading - 4 Wochen (11. Januar – 7. Februar) - Mark Ronson feat. Miley Cyrus – Nothing Breaks Like a Heart - 1 Woche (8. Februar – 14. Februar, insgesamt 2 Wochen) - Dermot Kennedy – Power Over Me - 2 Wochen (15. Februar – 28. Februar) - Mark Ronson feat. Miley Cyrus – Nothing Breaks Like a Heart - 1 Woche (1. März – 7. März, insgesamt 2 Wochen) - Calvin Harris & Rag ’n’ Bone Man – Giant - 4 Wochen (8. März – 4. April) - Imagine Dragons – Bad Liar - 4 Wochen (5. April – 2. Mai) - Mabel – Don’t Call Me Up - 1 Woche (3. Mai – 9. Mai) - Daddy Yankee feat. Snow – Con calma - 1 Woche (10. Mai – 16. Mai) - Ava Max – So Am I - 4 Wochen (17. Mai – 13. Juni) - Ed Sheeran & Justin Bieber – I Don’t Care - 8 Wochen (14. Juni – 8. August) - Shawn Mendes & Camila Cabello – Señorita - 7 Wochen (9. August – 26. September) - Kygo & Whitney Houston – Higher Love - 1 Woche (27. September – 3. Oktober) - Lena × Nico Santos – Better - 3 Wochen (4. Oktober – 24. Oktober) - Tones and I – Dance Monkey - 4 Wochen (25. Oktober – 21. November) - Post Malone – Circles - 2 Wochen (22. November – 5. Dezember) - Regard – Ride It - 2 Wochen (6. Dezember – 19. Dezember) - Liam Payne feat. A Boogie wit da Hoodie – Stack It Up - 1 Woche (20. Dezember – 26. Dezember) - Dua Lipa – Don’t Start Now - 4 Wochen (27. Dezember 2019 – 23. Januar 2020) |

| 2020 | 2021 |
| --- | --- |
| - Dua Lipa – Don’t Start Now - 4 Wochen (27. Dezember 2019 – 23. Januar 2020) - The Weeknd – Blinding Lights - 6 Wochen (24. Januar – 5. März) - Topic feat. A7S – Breaking Me - 2 Wochen (6. März – 19. März, insgesamt 4 Wochen) - Tom Gregory – Fingertips - 1 Woche (20. März – 26. März) - Topic feat. A7S – Breaking Me - 2 Wochen (27. März – 9. April, insgesamt 4 Wochen) - Ava Max – Salt - 3 Wochen (10. April – 30. April) - Dua Lipa – Physical - 1 Woche (1. Mai – 7. Mai) - Lady Gaga – Stupid Love - 3 Wochen (8. Mai – 28. Mai) - Benee feat. Gus Dapperton – Supalonely - 3 Wochen (29. Mai – 18. Juni) - Ava Max – Kings & Queens - 6 Wochen (19. Juni – 30. Juli) - Mark Forster – Übermorgen - 2 Wochen (31. Juli – 13. August) - Robin Schulz & Wes – Alane - 5 Wochen (14. August – 17. September, insgesamt 6 Wochen) - Jawsh 685 & Jason Derulo – Savage Love (Laxed – Siren Beat) - 1 Woche (18. September – 24. September) - Robin Schulz & Wes – Alane - 1 Woche (25. September – 1. Oktober, insgesamt 6 Wochen) - Kygo × Tina Turner – What’s Love Got to Do with It - 3 Wochen (2. Oktober – 22. Oktober) - Miley Cyrus – Midnight Sky - 4 Wochen (23. Oktober – 19. November) - David Guetta & Sia – Let’s Love - 2 Wochen (20. November – 3. Dezember) - Sam Smith – Diamonds - 3 Wochen (4. Dezember – 24. Dezember) - Martin Jensen, Alle Farben & Nico Santos – Running Back to You - 2 Wochen (25. Dezember 2020 – 7. Januar 2021) | - Martin Jensen, Alle Farben & Nico Santos – Running Back to You - 2 Wochen (25. Dezember 2020 – 7. Januar 2021) - Robin Schulz feat. Kiddo – All We Got - 3 Wochen (8. Januar – 28. Januar) - Meduza feat. Dermot Kennedy – Paradise - 1 Woche (29. Januar – 4. Februar) - Miley Cyrus feat. Dua Lipa – Prisoner - 3 Wochen (5. Februar – 25. Februar) - Ava Max – My Head & My Heart - 1 Woche (26. Februar – 4. März) - Ed Sheeran – Afterglow - 1 Woche (5. März – 11. März) - Zoe Wees – Girls Like Us - 5 Wochen (12. März – 15. April) - atb x Topic x A7S – Your Love (9PM) - 1 Woche (16. April – 22. April) - Pink & Willow Sage Hart – Cover Me in Sunshine - 4 Wochen (23. April – 20. Mai) - Purple Disco Machine feat. Moss Kena & The Knocks – Fireworks - 1 Woche (21. Mai – 27. Mai) - Robin Schulz & Felix Jaehn feat. Alida – One More Time - 2 Wochen (28. Mai – 10. Juni) - Tom Gregory – River - 2 Wochen (11. Juni – 24. Juni) - Justin Wellington & Small Jam – Iko Iko - 6 Wochen (25. Juni – 5. August) - Ed Sheeran – Bad Habits - 8 Wochen (6. August – 30. September) - The Kid Laroi & Justin Bieber – Stay - 2 Wochen (1. Oktober – 14. Oktober) - Dua Lipa – Love Again - 2 Wochen (15. Oktober – 28. Oktober) - Nico Santos – Would I Lie to You - 1 Woche (29. Oktober – 4. November) - Purple Disco Machine feat. Eyelar – Dopamine - 4 Wochen (5. November – 2. Dezember) - Ed Sheeran – Shivers - 2 Wochen (3. Dezember – 16. Dezember) - Alle Farben feat. Kiddo – Alright - 2 Wochen (17. Dezember – 30. Dezember) - Adele – Easy on Me - 1 Woche (31. Dezember 2021 – 6. Januar 2022) |
| 2022 | 2023 |
| - Adele – Easy on Me - 1 Woche (31. Dezember 2021 – 6. Januar 2022) - Swedish House Mafia feat. The Weeknd – Moth to a Flame - 1 Woche (7. Januar – 13. Januar) - Robin Schulz & Dennis Lloyd – Young Right Now - 2 Wochen (14. Januar – 27. Januar) - Gayle – Abcdefu - 5 Wochen (28. Januar – 3. März) - Jaymes Young – Infinity - 2 Wochen (4. März – 17. März) - Purple Disco Machine feat. Sophie and the Giants – In the Dark - 6 Wochen (18. März – 28. April) - Topic, Robin Schulz, Nico Santos & Paul van Dyk – In Your Arms (For an Angel) - 1 Woche (29. April – 5. Mai) - ClockClock – Sorry - 1 Woche (6. Mai – 12. Mai) - Harry Styles – As It Was - 8 Wochen (13. Mai – 7. Juli) - Ava Max – Maybe You’re the Problem - 4 Wochen (8. Juli – 4. August) - Nico Santos – Weekend Lover - 6 Wochen (5. August – 15. September) - Lena Meyer-Landrut – Looking for Love - 1 Woche (16. September – 22. September) - Nicky Youre & Dazy – Sunroof - 1 Woche (23. September – 29. September) - Elton John & Britney Spears – Hold Me Closer - 6 Wochen (30. September – 10. November, insgesamt 7 Wochen) - David Guetta feat. Bebe Rexha – I’m Good (Blue) - 2 Wochen (11. November – 24. November) - Elton John & Britney Spears – Hold Me Closer - 1 Woche (25. November – 1. Dezember, insgesamt 7 Wochen) - ClockClock – Someone Else - 2 Wochen (2. Dezember – 15. Dezember) - Taylor Swift – Anti-Hero - 6 Wochen (16. Dezember 2022 – 26. Januar 2023) | - Taylor Swift – Anti-Hero - 6 Wochen (16. Dezember 2022 – 26. Januar 2023) - Tiësto feat. Tate McRae – 10:35 - 3 Wochen (27. Januar – 16. Februar) - Miley Cyrus – Flowers - 9 Wochen (17. Februar – 20. April) - Kamrad – Feel Alive - 1 Woche (21. April – 27. April) - Pink – Trustfall - 1 Woche (28. April – 4. Mai) - Ed Sheeran – Eyes Closed - 5 Wochen (5. Mai – 8. Juni) - Anne-Marie, David Guetta & Coi Leray – Baby Don’t Hurt Me - 6 Wochen (9. Juni – 20. Juli) - Dua Lipa – Dance the Night - 2 Wochen (21. Juli – 3. August, insgesamt 5 Wochen) - ClockClock – Over - 1 Woche (4. August – 10. August) - Dua Lipa – Dance the Night - 3 Wochen (11. August – 31. August, insgesamt 5 Wochen) - Lena – What I Want - 1 Woche (1. September – 7. September) - Chris de Sarandy, Safri Duo & Twocolors – Cynical - 4 Wochen (8. September – 5. Oktober) - Taylor Swift – Cruel Summer - 4 Wochen (6. Oktober – 2. November) - Glockenbach feat. Ella Henderson – Lifeline - 1 Woche (3. November – 9. November) - Selena Gomez – Single Soon - 1 Woche (10. November – 16. November) - Tate McRae – Greedy - 1 Woche (17. November – 23. November) - Kenya Grace – Strangers - 3 Wochen (24. November – 14. Dezember) - Robin Schulz, Rita Ora & Tiago PZK – I’ll Be There - 1 Woche (15. Dezember – 21. Dezember, insgesamt 2 Wochen) - Dua Lipa – Houdini - 2 Wochen (22. Dezember 2023 – 4. Januar 2024, insgesamt 6 Wochen) |
| 2024 | 2025 |
| - Dua Lipa – Houdini - 2 Wochen (22. Dezember 2023 – 4. Januar 2024, insgesamt 6 Wochen) - Ofenbach feat. Norma Jean Martine – Overdrive - 1 Woche (5. Januar – 11. Januar) - Dua Lipa – Houdini - 1 Woche (12. Januar – 18. Januar, insgesamt 6 Wochen) - Robin Schulz, Rita Ora & Tiago PZK – I’ll Be There - 1 Woche (19. Januar – 25. Januar, insgesamt 2 Wochen) - Dua Lipa – Houdini - 3 Wochen (26. Januar – 15. Februar, insgesamt 6 Wochen) - Loi – Am I Enough - 1 Woche (16. Februar – 21. Februar) - Cyril – Stumblin’ In - 2 Wochen (23. Februar – 7. März) - Bastille & Lost Frequencies – Head Down - 5 Wochen (8. März – 11. April) - Ava Max & Kygo – Whatever - 2 Wochen (12. April – 25. April) - Purple Disco Machine & Ásdís – Beat of Your Heart - 1 Woche (26. April – 2. Mai) - Beyoncé – Texas Hold ’Em - 2 Wochen (3. Mai – 16. Mai) - Leony – Simple Life - 3 Wochen (17. Mai – 6. Juni) - David Guetta & OneRepublic – I Don’t Wanna Wait - 2 Wochen (7. Juni – 20. Juni, insgesamt 3 Wochen) - Mark Ambor – Belong Together - 2 Wochen (21. Juni – 4. Juli) - David Guetta & OneRepublic – I Don’t Wanna Wait - 1 Woche (5. Juli – 11. Juli, insgesamt 3 Wochen) - Sabrina Carpenter – Espresso - 1 Woche (12. Juli – 18. Juli) - Myles Smith – Stargazing - 4 Wochen (19. Juli – 15. August) - Coldplay – Feels Like I’m Falling in Love - 6 Wochen (16. August – 26. September) - Billie Eilish – Birds of a Feather - 2 Wochen (27. September – 10. Oktober) - Fast Boy & Raf – Wave - 1 Woche (11. Oktober – 17. Oktober) - The Weeknd – Dancing in the Flames - 9 Wochen (18. Oktober – 19. Dezember) - Alphaville, David Guetta & Ava Max – Forever Young - 5 Wochen (20. Dezember 2024 – 23. Januar 2025) | - Alphaville, David Guetta & Ava Max – Forever Young - 5 Wochen (20. Dezember 2024 – 23. Januar 2025) - Leony feat. G-Eazy – Rock n Roll - 1 Woche (24. Januar – 30. Januar) - Gracie Abrams – That’s So True - 3 Wochen (31. Januar – 20. Februar) - Ásdís – Touch Me - 2 Wochen (21. Februar – 6. März) - Leony – By Your Side (In My Mind) - 6 Wochen (7. März – 17. April) - Lady Gaga – Abracadabra - 1 Woche (18. April – 24. April) - Ed Sheeran – Azizam - 11 Wochen (25. April – 10. Juli) - Kamrad – Be Mine - … Wochen (seit dem 11. Juli) |

### Jahrescharts
- 1977:
  - 1. Platz:  Baccara – Yes Sir, I Can Boogie
  - 2. Platz:  ABBA – Knowing Me, Knowing You
  - 3. Platz:  Smokie – Lay Back in the Arms of Someone[6]

| - 2001: - 1. Platz: Robbie Williams – Supreme - 2. Platz: Uncle Kracker – Follow Me - 3. Platz: Shaggy feat. Rayvon – Angel | - 2002: - 1. Platz: Shakira – Whenever, Wherever - 2. Platz: Herbert Grönemeyer – Mensch - 3. Platz: Shakira – Underneath Your Clothes |

| - 2003: - 1. Platz: Robbie Williams – Come Undone - 2. Platz: Dido – White Flag - 3. Platz: Robbie Williams – Feel | - 2004: - 1. Platz: Anastacia – Left Outside Alone - 2. Platz: Anastacia – Sick & Tired - 3. Platz: Maroon 5 – This Love |

| - 2005: - 1. Platz: Daniel Powter – Bad Day - 2. Platz: K-Maro – Femme Like U - 3. Platz: Green Day – Boulevard of Broken Dreams | - 2006: - 1. Platz: Shakira feat. Wyclef Jean – Hips Don’t Lie - 2. Platz: Kelly Clarkson – Because of You - 3. Platz: Pink – Who Knew |

| - 2007: - 1. Platz: Nelly Furtado – Say It Right - 2. Platz: Sunrise Avenue – Fairytale Gone Bad - 3. Platz: Herbert Grönemeyer – Lied 1 – Stück vom Himmel | - 2008: - 1. Platz: Leona Lewis – Bleeding Love - 2. Platz: Coldplay – Viva la Vida - 3. Platz: Duffy – Mercy |

| - 2009: - 1. Platz: Lady Gaga – Poker Face - 2. Platz: Milow – Ayo Technology - 3. Platz: Silbermond – Irgendwas bleibt | - 2010: - 1. Platz: Owl City – Fireflies - 2. Platz: Keri Hilson – I Like - 3. Platz: Adam Lambert – Whataya Want from Me |

| - 2011: - 1. Platz: Sunrise Avenue – Hollywood Hills - 2. Platz: Adele – Rolling in the Deep - 3. Platz: Bruno Mars – Grenade | - 2012: - 1. Platz: Gotye feat. Kimbra – Somebody That I Used to Know - 2. Platz: Olly Murs feat. Rizzle Kicks – Heart Skips a Beat - 3. Platz: Of Monsters and Men – Little Talks |

| - 2013: - 1. Platz: Passenger – Let Her Go - 2. Platz: Avicii feat. Aloe Blacc – Wake Me Up - 3. Platz: Capital Cities – Safe and Sound | - 2014: - 1. Platz: Mr. Probz / Robin Schulz – Waves (Robin Schulz Remix) - 2. Platz: Pharrell Williams – Happy - 3. Platz: George Ezra – Budapest |

| - 2015: - 1. Platz: Lost Frequencies – Are You with Me - 2. Platz: Omi / Felix Jaehn – Cheerleader (Felix Jaehn Remix) - 3. Platz: Felix Jaehn feat. Jasmine Thompson – Ain’t Nobody (Loves Me Better) | - 2016: - 1. Platz: Sia feat. Sean Paul – Cheap Thrills - 2. Platz: Justin Timberlake – Can’t Stop the Feeling! - 3. Platz: Imany / Filatov & Karas – Don’t Be So Shy (Filatov & Karas Remix) |

| - 2017: - 1. Platz: Ed Sheeran – Shape of You - 2. Platz: The Chainsmokers & Coldplay – Something Just Like This - 3. Platz: Ed Sheeran – Galway Girl | - 2018: - 1. Platz: David Guetta feat. Sia – Flames - 2. Platz: Calvin Harris & Dua Lipa – One Kiss - 3. Platz: Robin Schulz feat. Marc Scibilia – Unforgettable |

| - 2019: - 1. Platz: Ed Sheeran & Justin Bieber – I Don’t Care - 2. Platz: Lewis Capaldi – Someone You Loved - 3. Platz: Shawn Mendes & Camila Cabello – Señorita | - 2020: - 1. Platz: The Weeknd – Blinding Lights - 2. Platz: Topic feat. A7S – Breaking Me - 3. Platz: Ava Max – Kings & Queens |

| - 2021: - 1. Platz: The Weeknd – Save Your Tears - 2. Platz: Ed Sheeran – Bad Habits - 3. Platz: atb x Topic x A7S – Your Love (9PM) | - 2022: - 1. Platz: Purple Disco Machine & Sophie and the Giants – In the Dark - 2. Platz: Leony – Remedy - 3. Platz: Harry Styles – As It Was |

| - 2023: - 1. Platz: Miley Cyrus – Flowers - 2. Platz: Kungs & Purple Disco Machine feat. Julian Perretta – Substitution - 3. Platz: Taylor Swift – Anti-Hero | - 2024: - 1. Platz: Cyril – Stumblin’ In - 2. Platz: Dasha – Austin (Boots Stop Workin’) - 3. Platz: Mark Ambor – Belong Together |

## Konservativ Pop Airplaycharts

### Wöchentliche Charts
| 2008 | 2009 |
| --- | --- |
| - Rosanna Rocci – É Pericoloso - 1 Woche (4. Januar – 10. Januar) - Helene Fischer – Du hast mein Herz berührt - 1 Woche (11. Januar – 17. Januar) - Zwischen dem 18. Januar und dem 17. April kein Nachweis vorhanden. - Helene Fischer – Ich glaub dir hundert Lügen - 1 Woche (18. April – 24. April, insgesamt 2 Wochen) - Michael Morgan – Die Frau in meinen Träumen - 1 Woche (25. April – 1. Mai) - Helene Fischer – Ich glaub dir hundert Lügen - 1 Woche (2. Mai – 8. Mai, insgesamt 2 Wochen) - Zwischen dem 9. Mai und dem 28. August kein Nachweis vorhanden. - Christian Lais – Sie vergaß zu verzeih’n - 2 Wochen (29. August – 11. September) - Zwischen dem 12. September und dem 2. Oktober kein Nachweis vorhanden. - Helene Fischer – Mal ganz ehrlich - 1 Woche (3. Oktober – 9. Oktober) - Annett Louisan – Drück die 1 - 1 Woche (10. Oktober – 16. Oktober) - Zwischen dem 17. Oktober 2008 und dem 8. Januar 2009 kein Nachweis vorhanden. | - Zwischen dem 17. Oktober 2008 und dem 8. Januar 2009 kein Nachweis vorhanden. - Helene Fischer – Ich geb nie auf (Am Anfang war das Feuer) - 1 Woche (9. Januar – 15. Januar) - Simone – Ich hätt’ ja gesagt - 1 Woche (16. Januar – 22. Januar) - Zwischen dem 23. Januar 2009 und dem 11. März 2010 kein Nachweis vorhanden. |

| 2010 | 2011 |
| --- | --- |
| - Zwischen dem 23. Januar 2009 und dem 11. März 2010 kein Nachweis vorhanden. - Helene Fischer – 100 Prozent - 2 Wochen (12. März – 25. März) - Zwischen dem 26. März und dem 15. April kein Nachweis vorhanden. - Nik P. – Come on Let’s Dance - 2 Wochen (16. April – 29. April) - Zwischen dem 30. April 2010 und dem 7. Juli 2011 kein Nachweis vorhanden. | - Zwischen dem 30. April 2010 und dem 7. Juli 2011 kein Nachweis vorhanden. - Nicole – Mach die Augen zu - 2 Wochen (8. Juli – 21. Juli) - Zwischen dem 22. Juli und dem 18. August kein Nachweis vorhanden. - Isabel Varell – Den Wind im Gesicht - 1 Woche (19. August – 25. August) - Christian Lais & Ute Freudenberg – Eine Träne zu viel - 1 Woche (26. August – 1. September, insgesamt 2 Wochen) - Zwischen dem 2. September und dem 8. September kein Nachweis vorhanden. - Christian Lais & Ute Freudenberg – Eine Träne zu viel - 1 Woche (9. September – 15. September, insgesamt 2 Wochen) - Jürgen Drews – Wenn die Wunderkerzen brennen - 1 Woche (16. September – 22. September) - Zwischen dem 23. September und dem 6. Oktober kein Nachweis vorhanden. - Andrea Berg – Lebenslänglich - 2 Wochen (7. Oktober – 20. Oktober, insgesamt 4 Wochen) - Zwischen dem 21. Oktober und dem 3. November kein Nachweis vorhanden. - Andrea Berg – Lebenslänglich - 2 Wochen (4. November – 17. November, insgesamt 4 Wochen) - Zwischen dem 18. November und dem 8. Dezember kein Nachweis vorhanden. - Christian Lais & Ute Freudenberg – Wenn du nichts bewegst - 2 Wochen (9. Dezember – 22. Dezember) - Charly Brunner – Was immer du tust - 1 Woche (23. Dezember – 29. Dezember) - Zwischen dem 30. Dezember 2011 und dem 17. Juli 2014 kein Nachweis vorhanden. |
| 2012 | 2013 |
| - Zwischen dem 30. Dezember 2011 und dem 9. Februar 2012 kein Nachweis vorhanden. - Andrea Berg – Ich schieß dich auf den Mond - 2 Wochen (10. Februar – 23. Februar) - Zwischen dem 24. Februar und dem 24. Mai kein Nachweis vorhanden. - Schwesterherz – So leicht wie atmen - 1 Woche (25. Mai – 31. Mai) - Andrea Berg – Das kann kein Zufall sein - 1 Woche (1. Juni – 7. Juni) - Zwischen dem 8. Juni und dem 13. September kein Nachweis vorhanden. - Linda Hesse – Ich bin ja kein Mann - 2 Wochen (14. September – 27. September) - Zwischen dem 28. September 2012 und dem 3. Januar 2013 kein Nachweis vorhanden. | - Zwischen dem 28. September 2012 und dem 3. Januar 2013 kein Nachweis vorhanden. - Nik P. – Berlin - 2 Wochen (4. Januar – 17. Januar) - Zwischen dem 18. Januar und dem 28. März kein Nachweis vorhanden. - Roland Kaiser – Egoist - 1 Woche (29. März – 4. April) - Jan Smit – Bleiben wie du bist - 1 Woche (5. April – 11. April) - Zwischen dem 12. April und dem 6. Juni kein Nachweis vorhanden. - Beatrice Egli – Mein Herz - 2 Wochen (7. Juni – 20. Juni) - Zwischen dem 21. Juni und dem 18. Juli kein Nachweis vorhanden. - Jan Smit – Ich bin da - 2 Wochen (19. Juli – 1. August) - Zwischen dem 2. August und dem 10. Oktober kein Nachweis vorhanden. - Helene Fischer – Fehlerfrei - 2 Wochen (11. Oktober – 24. Oktober) - Zwischen dem 25. Oktober 2013 und dem 29. Mai 2014 kein Nachweis vorhanden. |
| 2014 | 2015 |
| - Zwischen dem 25. Oktober 2013 und dem 29. Mai 2014 kein Nachweis vorhanden. - Linda Hesse – Knutschen … ich kann nichts dafür - 2 Wochen (30. Mai – 12. Juni) - Zwischen dem 13. Juni und dem 17. Juli kein Nachweis vorhanden. - Helene Fischer – Marathon - 2 Wochen (18. Juli – 31. Juli) - Zwischen dem 1. August und dem 11. September kein Nachweis vorhanden. - Linda Hesse – Verbotene Liebe - 2 Wochen (12. September – 25. September) - Zwischen dem 26. September und dem 16. Oktober kein Nachweis vorhanden. - Andrea Berg – Himmel auf Erden - 2 Wochen (17. Oktober – 30. Oktober) - Zwischen dem 31. Oktober und dem 18. Dezember kein Nachweis vorhanden. - Nino de Angelo – Wir sind am Leben - 1 Woche (19. Dezember – 25. Dezember) - Viva Voce & Latvian Voices – Silver Bells - 1 Woche (26. Dezember 2014 – 1. Januar 2015) | - Viva Voce & Latvian Voices – Silver Bells - 1 Woche (26. Dezember 2014 – 1. Januar 2015) - Zwischen dem 2. Januar und dem 29. Januar kein Nachweis vorhanden. - Nik P. – Löwenherz - 1 Woche (30. Januar – 5. Februar) - Mary Roos – Unbemannt - 1 Woche (6. Februar – 12. Februar) - Zwischen dem 13. Februar und dem 26. Februar kein Nachweis vorhanden. - Helene Fischer – Mit keinem andern - 2 Wochen (27. Februar – 12. März) - Zwischen dem 13. März und dem 16. April kein Nachweis vorhanden. - Howard Carpendale – Worauf warten wir - 1 Woche (17. April – 23. April) - Feuerherz – Verdammt guter Tag - 1 Woche (24. April – 30. April) - Matthias Reim – Mein Leben ist Rock‘n’Roll - 2 Wochen (1. Mai – 14. Mai, insgesamt 3 Wochen) - Zwischen dem 15. Mai und dem 4. Juni kein Nachweis vorhanden. - Matthias Reim – Mein Leben ist Rock‘n’Roll - 1 Woche (5. Juni – 11. Juni, insgesamt 3 Wochen) - Santiano – Lieder der Freiheit - 1 Woche (12. Juni – 18. Juni) - Zwischen dem 19. Juni und dem 30. Juli kein Nachweis vorhanden. - Wolkenfrei – Wolke 7 - 1 Woche (31. Juli – 6. August) - Radio Doria – Sehnsucht Nr. 7 - 1 Woche (7. August – 13. August) - Zwischen dem 14. August und dem 17. September kein Nachweis vorhanden. - Beatrice Egli – Ohne Worte - 2 Wochen (18. September – 1. Oktober) - Zwischen dem 2. Oktober und dem 15. Oktober kein Nachweis vorhanden. - Alexander Klaws – Magnet - 1 Woche (16. Oktober – 22. Oktober) - Sarah Connor – Bedingungslos - 3 Wochen (23. Oktober – 12. November) - Zwischen dem 13. November und dem 26. November kein Nachweis vorhanden. - Christian Lais – Dein Kapitel im Tagebuch - 3 Wochen (27. November – 17. Dezember) - Zwischen dem 18. Dezember 2015 und dem 20. Juli 2017 kein Nachweis vorhanden. |
| 2016 | 2017 |
| - Zwischen dem 18. Dezember 2015 und dem 18. Februar 2016 kein Nachweis vorhanden. - Bernhard Brink – Von hier bis zur Unendlichkeit - 2 Wochen (19. Februar – 3. März) - Zwischen dem 4. März und dem 17. März kein Nachweis vorhanden. - Andrea Berg – Diese Nacht ist jede Sünde wert - 3 Wochen (18. März – 7. April, insgesamt 4 Wochen) - Zwischen dem 8. April und dem 14. April kein Nachweis vorhanden. - Andrea Berg – Diese Nacht ist jede Sünde wert - 1 Woche (15. April – 21. April, insgesamt 4 Wochen) - Matthias Reim – Alles was ich will - 1 Woche (22. April – 28. April, insgesamt 4 Wochen) - Zwischen dem 29. April und dem 5. Mai kein Nachweis vorhanden. - Matthias Reim – Alles was ich will - 3 Wochen (6. Mai – 26. Mai, insgesamt 4 Wochen) - Linda Hesse – Noch immer so wie immer - 1 Woche (27. Mai – 2. Juni) - Zwischen dem 3. Juni und dem 9. Juni kein Nachweis vorhanden. - Roland Kaiser – Kein Problem - 3 Wochen (10. Juni – 30. Juni, insgesamt 4 Wochen) - Zwischen dem 1. Juli und dem 7. Juli kein Nachweis vorhanden. - Nik P. – Da oben - 1 Woche (8. Juli – 14. Juli, insgesamt 2 Wochen) - Roland Kaiser – Kein Problem - 1 Woche (15. Juli – 21. Juli, insgesamt 4 Wochen) - Nik P. – Da oben - 1 Woche (22. Juli – 28. Juli, insgesamt 2 Wochen) - Beatrice Egli – Fliegen - 2 Woche (29. Juli – 11. August, insgesamt 3 Wochen) - Zwischen dem 12. August und dem 18. August kein Nachweis vorhanden. - Beatrice Egli – Fliegen - 1 Woche (19. August – 25. August, insgesamt 3 Wochen) - Michelle – So schön ist die Zeit - 1 Woche (26. August – 1. September) - Zwischen dem 2. September und dem 22. September kein Nachweis vorhanden. - Matthias Reim – Das Lied - 1 Woche (23. September – 29. September) - Maite Kelly – Sieben Leben für dich - 1 Woche (30. September – 6. Oktober, insgesamt 2 Wochen) - Andrea Berg – Ich werde lächeln wenn du gehst - 1 Woche (7. Oktober – 13. Oktober) - Zwischen dem 14. Oktober und dem 27. Oktober kein Nachweis vorhanden. - Nik P. – Lass uns unendlich sein - 1 Woche (28. Oktober – 3. November) - Maite Kelly – Sieben Leben für dich - 1 Woche (4. November – 10. November, insgesamt 2 Wochen) - Zwischen dem 11. November und dem 17. November kein Nachweis vorhanden. - Beatrice Egli – Wo sind all die Romeos - 1 Woche (18. November – 24. November) - Roland Kaiser – Halt mich noch einmal fest - 1 Woche (25. November – 1. Dezember) - Zwischen dem 2. Dezember und dem 22. Dezember kein Nachweis vorhanden. - Bernhard Brink – Wenn der Vorhang fällt - 3 Wochen (23. Dezember 2016 – 12. Januar 2017) | - Bernhard Brink – Wenn der Vorhang fällt - 3 Wochen (23. Dezember 2016 – 12. Januar 2017) - Zwischen dem 13. Januar und dem 9. Februar kein Nachweis vorhanden. - Fantasy – Bonnie & Clyde - 2 Wochen (10. Februar – 23. Februar, insgesamt 4 Wochen) - Zwischen dem 24. Februar und dem 2. März kein Nachweis vorhanden. - Fantasy – Bonnie & Clyde - 2 Wochen (3. März – 16. März, insgesamt 4 Wochen) - Andrea Berg – Feuervogel - 1 Woche (17. März – 23. März) - Zwischen dem 24. März und dem 6. April kein Nachweis vorhanden. - Thomas Anders – Der Beste Tag meines Lebens - 2 Wochen (7. April – 20. April) - Semino Rossi – Wir sind im Herzen jung - 1 Woche (21. April – 27. April) - Zwischen dem 28. April und dem 1. Juni kein Nachweis vorhanden. - Vanessa Mai – Und wenn ich träum - 3 Wochen (2. Juni – 22. Juni) - Helene Fischer – Herzbeben - 1 Woche (23. Juni – 29. Juni) - Bernhard Brink – 100 Millionen Volt - 4 Wochen (30. Juni – 27. Juli, insgesamt 9 Wochen) - Thomas Anders – Sternenregen - 1 Woche (28. Juli – 3. August) - Bernhard Brink – 100 Millionen Volt - 5 Wochen (4. August – 7. September, insgesamt 9 Wochen) - Vanessa Mai – Nie wieder - 4 Wochen (8. September – 5. Oktober) - Maite Kelly – Jetzt oder nie - 1 Woche (6. Oktober – 12. Oktober) - Helene Fischer – Achterbahn - 3 Wochen (13. Oktober – 2. November) - Semino Rossi – Muy bien - 1 Woche (3. November – 9. November) - Howard Carpendale – Unter einem Himmel - 1 Woche (10. November – 16. November) - Roland Kaiser – Wir geh’n durch die Zeit - 2 Wochen (17. November – 30. November) - Beatrice Egli – Herz an - 4 Wochen (1. Dezember – 28. Dezember, insgesamt 5 Wochen) - Vanessa Mai – Regenbogen - 1 Woche (29. Dezember 2017 – 4. Januar 2018, insgesamt 3 Wochen) |
| 2018 | 2019 |
| - Vanessa Mai – Regenbogen - 1 Woche (29. Dezember 2017 – 4. Januar 2018, insgesamt 3 Wochen) - Beatrice Egli – Herz an - 1 Woche (5. Januar – 11. Januar, insgesamt 5 Wochen) - Vanessa Mai – Regenbogen - 2 Wochen (12. Januar – 25. Januar, insgesamt 3 Wochen) - Laura Wilde – Wolkenbruch im 7ten Himmel - 1 Woche (26. Januar – 1. Februar) - Nik P. – Im Fieber der Nacht - 3 Wochen (2. Februar – 22. Februar) - Klubbb3 – Paris Paris Paris - 1 Woche (23. Februar – 1. März) - Bernhard Brink – Zwischen Himmel und Erde - 4 Wochen (2. März – 29. März, insgesamt 5 Wochen) - Matthias Reim – Himmel voller Geigen - 1 Woche (30. März – 5. April) - Beatrice Egli – Verliebt, verlobt, verflixt nochmal - 1 Woche (6. April – 12. April) - Bernhard Brink – Zwischen Himmel und Erde - 1 Woche (13. April – 19. April, insgesamt 5 Wochen) - Helene Fischer – Flieger - 4 Wochen (20. April – 17. Mai) - Christian Lais – Das Leben ist Live - 2 Wochen (18. Mai – 31. Mai, insgesamt 5 Wochen) - Semino Rossi – Königin des Sommers - 1 Woche (1. Juni – 7. Juni) - Christian Lais – Das Leben ist Live - 2 Wochen (8. Juni – 21. Juni, insgesamt 5 Wochen) - Feuerherz – In meinen Träumen ist die Hölle los - 1 Woche (22. Juni – 28. Juni) - Christian Lais – Das Leben ist Live - 1 Woche (29. Juni – 5. Juli, insgesamt 5 Wochen) - Ben Zucker – Der Sonne entgegen - 1 Woche (6. Juli – 12. Juli) - Thomas Anders – Das Leben ist jetzt - 2 Wochen (13. Juli – 26. Juli) - Beatrice Egli – Was geht ab - 1 Woche (27. Juli – 2. August) - Bernhard Brink – Mit dem Herz durch die Wand - 4 Wochen (3. August – 30. August) - Vincent Gross – Nordlichter - 7 Wochen (31. August – 18. Oktober) - Michelle × Matthias Reim – Nicht verdient - 4 Wochen (19. Oktober – 15. November) - Thomas Anders feat. Florian Silbereisen – Sie sagte doch sie liebt mich - 7 Wochen (16. November 2018 – 3. Januar 2019) | - Thomas Anders feat. Florian Silbereisen – Sie sagte doch sie liebt mich - 7 Wochen (16. November 2018 – 3. Januar 2019) - Vanessa Mai – Niemals - 4 Wochen (4. Januar – 31. Januar) - Roland Kaiser – Stark - 3 Wochen (1. Februar – 21. Februar, insgesamt 5 Wochen) - Andrea Berg – Mosaik - 4 Wochen (22. Februar – 21. März) - Roland Kaiser – Stark - 2 Wochen (22. März – 4. April, insgesamt 5 Wochen) - Feuerherz – Warum nicht jetzt - 1 Woche (5. April – 11. April, insgesamt 2 Wochen) - Christian Lais – 20 Jahre nach dir - 1 Woche (12. April – 18. April, insgesamt 2 Wochen) - Gilbert – Ahaaaa (ich brauch dich) - 1 Woche (19. April – 25. April) - Christian Lais – 20 Jahre nach dir - 1 Woche (26. April – 2. Mai, insgesamt 2 Wochen) - Feuerherz – Warum nicht jetzt - 1 Woche (3. Mai – 9. Mai, insgesamt 2 Wochen) - Andrea Berg – Die geheimen Träumer - 2 Wochen (10. Mai – 23. Mai) - DJ Herzbeat feat. Sarah – Weekend - 1 Woche (24. Mai – 30. Mai, insgesamt 5 Wochen) - Patrick Lindner – Weil du mich liebst - 1 Woche (31. Mai – 6. Juni) - Beatrice Egli – Terra Australia - 1 Woche (7. Juni – 13. Juni) - DJ Herzbeat feat. Sarah – Weekend - 3 Wochen (14. Juni – 4. Juli, insgesamt 5 Wochen) - Eloy de Jong – Kopf aus – Herz an (… und tanzt! Samba) - 1 Woche (5. Juli – 11. Juli) - DJ Herzbeat feat. Sarah – Weekend - 1 Woche (12. Juli – 18. Juli, insgesamt 5 Wochen) - Julian David – 17 für die Ewigkeit - 1 Woche (19. Juli – 25. Juli) - Vincent Gross – Supersommer - 3 Wochen (26. Juli – 15. August) - Sonia Liebing – Auch wenn’s für uns kein Morgen gibt - 1 Woche (16. August – 29. August) - Bernhard Brink – Diamanten - 6 Wochen (30. August – 10. Oktober) - Matthias Reim – Eiskalt - 1 Woche (11. Oktober – 17. Oktober) - Andrea Berg – Hallo Houston - 4 Wochen (18. Oktober – 14. November) - Vanessa Mai – Venedig (Love Is in the Air) - 2 Wochen (15. November – 28. November, insgesamt 3 Wochen) - Marianne Rosenberg – Wann (Mr. 100%) - 1 Woche (29. November – 5. Dezember, insgesamt 2 Wochen) - Thomas Anders & Florian Silbereisen – Sie hat es wieder getan - 3 Wochen (6. Dezember – 26. Dezember, insgesamt 5 Wochen) - Vanessa Mai – Venedig (Love Is in the Air) - 1 Woche (27. Dezember 2019 – 2. Januar 2020, insgesamt 3 Wochen) |

| 2020 | 2021 |
| --- | --- |
| - Vanessa Mai – Venedig (Love Is in the Air) - 1 Woche (27. Dezember 2019 – 2. Januar 2020, insgesamt 3 Wochen) - Thomas Anders & Florian Silbereisen – Sie hat es wieder getan - 2 Wochen (3. Januar – 16. Januar, insgesamt 5 Wochen) - Marianne Rosenberg – Wann (Mr. 100%) - 1 Woche (17. Januar – 23. Januar, insgesamt 2 Wochen) - Roland Kaiser – Kein Grund zu bleiben - 4 Wochen (24. Januar – 20. Februar) - Sonia Liebing mit Bernhard Brink – Du hast mich einmal zu oft angesehen - 1 Woche (21. Februar – 27. Februar) - Vincent Gross – Über uns die Sonne - 8 Wochen (28. Februar – 23. April) - Ramon Roselly – Eine Nacht - 1 Woche (24. April – 30. April, insgesamt 5 Wochen) - Feuerherz – 1×2×3× - 1 Woche (1. Mai – 7. Mai) - Ramon Roselly – Eine Nacht - 4 Wochen (8. Mai – 4. Juni, insgesamt 5 Wochen) - DJ Herzbeat feat. Sonia Liebing – Maybe - 3 Wochen (5. Juni – 25. Juni) - Thomas Anders & Florian Silbereisen – Versuch’s nochmal mit mir - 2 Wochen (26. Juni – 9. Juli) - Vincent Gross – Chill Out Time - 5 Wochen (10. Juli – 13. August) - Andrea Berg – Jung, verliebt und frei - 1 Woche (14. August – 20. August) - Beatrice Egli – Bunt - 2 Wochen (21. August – 3. September) - Sonia Liebing – Ich will mit dir (nicht nur reden) - 5 Wochen (4. September – 8. Oktober) - Kerstin Ott – Schlaflos - 4 Wochen (9. Oktober – 5. November) - Matthias Reim – Nächsten Sommer - 1 Woche (6. November – 12. November) - Vincent Gross – Ich schenk dir mein Herz - 1 Woche (13. November – 19. November) - Bernhard Brink – Alles ist ewig - 2 Wochen (20. November – 3. Dezember) - Thomas Anders & Florian Silbereisen – Geimensam niemals einsam - 1 Woche (4. Dezember – 10. Dezember) - DJ Ötzi – Leb! - 1 Woche (11. Dezember – 17. Dezember, insgesamt 5 Wochen) - Inka Bause – Hab’ den Mond mit der Hand berührt - 1 Woche (18. Dezember – 24. Dezember) - DJ Ötzi – Leb! - 4 Wochen (25. Dezember 2020 – 21. Januar 2021, insgesamt 5 Wochen) | - DJ Ötzi – Leb! - 4 Wochen (25. Dezember 2020 – 21. Januar 2021, insgesamt 5 Wochen) - Kerstin Ott – Ich hab’s wirklich versucht - 1 Woche (22. Januar – 28. Januar) - Maite Kelly – Einfach Hello - 1 Woche (29. Januar – 4. Februar, insgesamt 6 Wochen) - Sonia Liebing – Alles nochmal - 1 Woche (5. Februar – 11. Februar) - Maite Kelly – Einfach Hello - 5 Wochen (12. Februar – 18. März, insgesamt 6 Wochen) - Beatrice Egli & Eloy de Jong – Bist du’ oder bist du’s nicht - 4 Wochen (19. März – 15. April) - Bernhard Brink – Lieben und Leben - 3 Wochen (16. April – 6. Mai) - Tanja Lasch – Marie - 5 Wochen (7. Mai – 10. Juni) - Nik P. – Wer teilt die Farben aus - 2 Wochen (11. Juni – 24. Juni) - Francine Jordi – Voyage, voyage - 1 Woche (24. Juni – 1. Juli) - Ramon Roselly – Absolut die 1 - 2 Wochen (2. Juli – 15. Juli) - Wolfgang Petry – Kämpfer - 2 Wochen (16. Juli – 29. Juli) - Eloy de Jong – Immer für Dich da - 3 Wochen (30. Juli – 19. August) - Helene Fischer feat. Luis Fonsi – Vamos a marte - 1 Woche (20. August – 26. August) - Beatrice Egli – Alles was du brauchst - 2 Wochen (27. August – 9. September) - ABBA – Don’t Shut Me Down - 1 Woche (10. September – 16. September) - Kerstin Ott – Nachts sind alle Katzen grau - 3 Wochen (17. September – 7. Oktober) - Matthias Reim – 4 Uhr 30 - 1 Woche (8. Oktober – 14. Oktober) - Helene Fischer – Volle Kraft voraus - 2 Wochen (15. Oktober – 28. Oktober, insgesamt 3 Wochen) - Ramon Roselly & Nelson Müller – Du bist alles, was ich will - 1 Woche (29. Oktober – 4. November, insgesamt 2 Wochen) - Helene Fischer – Volle Kraft voraus - 1 Woche (5. November – 11. November, insgesamt 3 Wochen) - Ramon Roselly & Nelson Müller – Du bist alles, was ich will - 1 Woche (12. November – 18. November, insgesamt 2 Wochen) - Helene Fischer – Null auf 100 - 1 Woche (19. November – 25. November) - Maite Kelly – Ich steh dazu - 10 Wochen (26. November 2021 – 3. Februar 2022) |
| 2022 | 2023 |
| - Maite Kelly – Ich steh dazu - 10 Wochen (26. November 2021 – 3. Februar 2022) - Matthias Reim – Blaulicht - 3 Wochen (4. Februar – 24. Februar) - Helene Fischer – Jetzt oder nie - 1 Woche (25. Februar – 3. März, insgesamt 3 Wochen) - Sonia Liebing – Spuren der Liebe - 1 Woche (4. März – 10. März) - Helene Fischer – Jetzt oder nie - 2 Wochen (11. März – 24. März, insgesamt 3 Wochen) - Anna-Carina Woitschack – Mach das nochmal mit mir - 1 Woche (25. März – 31. März) - Tanja Lasch – Ich sag nur einmal verzeih - 2 Wochen (1. April – 14. April) - Roland Kaiser – Gegen die Liebe kommt man nicht an - 3 Wochen (15. April – 5. Mai, insgesamt 4 Wochen) - Maite Kelly – Was wäre wenn - 1 Woche (6. Mai – 12. Mai, insgesamt 2 Wochen) - Roland Kaiser – Gegen die Liebe kommt man nicht an - 1 Woche (13. Mai – 19. Mai, insgesamt 4 Wochen) - Maite Kelly – Was wäre wenn - 1 Woche (20. Mai – 26. Mai, insgesamt 2 Wochen) - Claudia Jung – Tür an Tür - 2 Wochen (27. Mai – 9. Juni) - Matthias Reim – Bon voyage - 3 Wochen (10. Juni – 30. Juni) - Semino Rossi – Te quiero heißt ich liebe dich - 3 Wochen (1. Juli – 21. Juli) - Bernhard Brink – Du und ich - 1 Woche (22. Juli – 28. Juli) - Roland Kaiser – Sag mir wann - 2 Wochen (29. Juli – 11. August) - Howard Carpendale – Das größte Glück der Welt - 2 Wochen (12. August – 25. August, insgesamt 4 Wochen) - Helene Fischer – Liebe ist ein Tanz - 1 Woche (26. August – 1. September) - Howard Carpendale – Das größte Glück der Welt - 2 Wochen (2. September – 15. September, insgesamt 4 Wochen) - Maite Kelly – Für Gefühle kann man nichts - 4 Wochen (16. September – 13. Oktober) - Christian Lais – Die Wahrheit - 1 Woche (14. Oktober – 20. Oktober) - Claudia Jung – Denn wenn wir uns berühr’n - 1 Woche (21. Oktober – 27. Oktober) - Ben Zucker – Was ich will, bist du (ohne dich) - 4 Wochen (28. Oktober – 24. November) - Andrea Berg – Viel zu schön um wahr zu sein - 7 Wochen (25. November 2022 – 12. Januar 2023) | - Andrea Berg – Viel zu schön um wahr zu sein - 7 Wochen (25. November 2022 – 12. Januar 2023) - Thomas Anders & Florian Silbereisen – Alles wird gut - 4 Wochen (13. Januar – 9. Februar) - Maite Kelly – Ich brauch einen Mann - 5 Wochen (10. Februar – 16. März) - Patrick Lindner – (All) deine Farben - 4 Wochen (17. März – 13. April) - Wolkenfrei (Vanessa Mai) – Uns gehört die Welt - 1 Woche (14. April – 20. April) - Howard Carpendale – Du bist das Letzte … - 3 Wochen (21. April – 11. Mai) - Claudia Jung – Der Moment unsres Lebens - 2 Wochen (12. Mai – 25. Mai) - Beatrice Egli – Herzgesteuert - 2 Wochen (26. Mai – 8. Juni) - Wolkenfrei (Vanessa Mai) – Selfie von heut Nacht - 3 Wochen (9. Juni – 29. Juni) - Julian David – Heute lassen wir’s gut sein - 1 Woche (30. Juni – 6. Juli) - Beatrice Egli – Balance - 6 Wochen (7. Juli – 17. August) - Christian Lais – Anders - 1 Woche (18. August – 24. August) - Eloy de Jong – Immer wieder wir - 4 Wochen (25. August – 21. September) - Semino Rossi – Alles wird gut - 2 Wochen (22. September – 5. Oktober) - Howard Carpendale – Warum tanzt du so allein - 5 Wochen (6. Oktober – 9. November) - Maite Kelly – Das tut sich doch keiner freiwillig an - 9 Wochen (10. November 2023 – 11. Januar 2024) |
| 2024 | 2025 |
| - Maite Kelly – Das tut sich doch keiner freiwillig an - 9 Wochen (10. November 2023 – 11. Januar 2024) - Christin Stark – Sag wann - 3 Wochen (12. Januar – 1. Februar) - Beatrice Egli – Du, du, du - 3 Wochen (2. Februar – 22. Februar, insgesamt 5 Wochen) - Kerstin Ott – Alte Liebe rostet nie - 1 Woche (23. Februar – 29. Februar, insgesamt 2 Wochen) - Matthias Reim – Echte Helden - 1 Woche (1. März – 7. März) - Kerstin Ott – Alte Liebe rostet nie - 1 Woche (8. März – 14. März, insgesamt 2 Wochen) - Beatrice Egli – Du, du, du - 1 Woche (15. März – 21. März, insgesamt 5 Wochen) - Howard Carpendale – Ich fühl wie du - 1 Woche (22. März – 28. März, insgesamt 5 Wochen) - Beatrice Egli – Du, du, du - 1 Woche (29. März – 4. April, insgesamt 5 Wochen) - Howard Carpendale – Ich fühl wie du - 4 Wochen (5. April – 2. Mai, insgesamt 5 Wochen) - Maite Kelly – Es ist einfach passiert - 1 Woche (3. Mai – 9. Mai) - Sonia Liebing – Ich wünsche dir - 5 Wochen (10. Mai – 13. Juni) - Beatrice Egli & Florian Silbereisen – Das wissen nur wir - 1 Woche (14. Juni – 20. Juni) - Andrea Berg – Sag niemals nie - 4 Wochen (21. Juni – 18. Juli) - Bernhard Brink – Nicht einmal der Himmel - 1 Woche (19. Juli – 25. Juli, insgesamt 5 Wochen) - Roland Kaiser – Mein Geheimnis - 1 Woche (26. Juli – 1. August, insgesamt 2 Wochen) - Florian Silbereisen – Sommernachtsgefühle - 1 Woche (2. August – 8. August) - Bernhard Brink – Nicht einmal der Himmel - 3 Wochen (9. August – 29. August, insgesamt 5 Wochen) - Roland Kaiser – Mein Geheimnis - 1 Woche (30. August – 5. September, insgesamt 2 Wochen) - Bernhard Brink – Nicht einmal der Himmel - 1 Woche (6. September – 12. September, insgesamt 5 Wochen) - Howard Carpendale – Wovon träumst du - 1 Woche (13. September – 19. September) - Maite Kelly – Wer lieben will, muss fühlen - 6 Wochen (20. September – 31. Oktober) - Semino Rossi – Alles wird gut - 3 Wochen (1. November – 21. November) - Beatrice Egli – Immer immer wieder tun - 1 Woche (22. November – 28. November, insgesamt 3 Wochen) - Andrea Berg – Das ist nicht fair - 1 Woche (29. November – 5. Dezember, insgesamt 2 Wochen) - Thomas Anders & Florian Silbereisen – Sie! - 1 Woche (6. Dezember – 12. Dezember, insgesamt 4 Wochen) - Andrea Berg – Das ist nicht fair - 1 Woche (13. Dezember – 19. Dezember, insgesamt 2 Wochen) - Thomas Anders & Florian Silbereisen – Sie! - 1 Woche (20. Dezember – 26. Dezember, insgesamt 4 Wochen) - Jay Khan – Verdammt! - 1 Woche (27. Dezember 2024 – 2. Januar 2025) | - Jay Khan – Verdammt! - 1 Woche (27. Dezember 2024 – 2. Januar 2025) - Thomas Anders & Florian Silbereisen – Sie! - 2 Wochen (3. Januar – 16. Januar, insgesamt 4 Wochen) - Beatrice Egli – Immer immer wieder tun - 2 Wochen (17. Januar – 30. Januar, insgesamt 3 Wochen) - Andrea Berg – Simsalabim - 3 Wochen (31. Januar – 20. Februar) - Helene Fischer & Florian Silbereisen – Schau mal herein - 9 Wochen (21. Februar – 24. April) - Pia-Sophie & Daniel Lopes – Ich kann für nichts garantieren - 2 Wochen (25. April – 8. Mai) - Beatrice Egli – Hör nie auf damit - 8 Wochen (9. Mai – 3. Juli) - Vincent Gross & Olaf der Flipper – Drinking Wine Feeling Fine - 1 Woche (4. Juli – 10. Juli, insgesamt 2 Wochen) - Maite Kelly – Mit Liebe geht das - 1 Woche (11. Juli – 17. Juli) - Vincent Gross & Olaf der Flipper – Drinking Wine Feeling Fine - 1 Woche (18. Juli – 24. Juli, insgesamt 2 Wochen) - Andrea Berg – Nächstes Mal sag ich dann nein - … Wochen (seit dem 25. Juli) |

### Monatliche Charts
| 2023 | 2024 |
| --- | --- |
| - Thomas Anders & Florian Silbereisen – Alles wird gut - 1 Monat (Januar) - Maite Kelly – Ich brauch einen Mann - 1 Monat (Februar) - Wolkenfrei (Vanessa Mai) – Uns gehört die Welt - 1 Monat (März) - Beatrice Egli – Neuanfang - 1 Monat (April) - Howard Carpendale – Du bist das Letzte … - 1 Monat (Mai) - Wolkenfrei (Vanessa Mai) – Selfie von heut Nacht - 1 Monat (Juni) - Beatrice Egli – Balance - 2 Monate (Juli – August) - Eloy de Jong – Immer wieder wir - 1 Monat (September) - Howard Carpendale – Warum tanzt du so allein - 1 Monat (Oktober) - Maite Kelly – Das tut sich doch keiner freiwillig an - 2 Monate (November – Dezember) | - Christin Stark – Sag wann - 1 Monat (Januar) - Beatrice Egli – Du, du, du - 2 Monate (Februar – März) - Howard Carpendale – Ich fühl wie du - 1 Monat (April) - Sonia Liebing – Ich wünsche dir - 1 Monat (Mai) - Sarah Zucker – Verlieb mich - 1 Monat (Juni) - Andrea Berg – Sag niemals nie - 1 Monat (Juli) - Bernhard Brink – Nicht einmal der Himmel - 1 Monat (August) - Howard Carpendale – Wovon träumst du - 1 Monat (September) - Maite Kelly – Wer lieben will, muss fühlen - 1 Monat (Oktober) - Roland Kaiser – Ich werde da sein - 1 Monat (November) - Thomas Anders & Florian Silbereisen – Sie! - 1 Monat (Dezember) |

### Jahrescharts
| - 2008: - 1. Platz: Christian Lais – Sie vergaß zu verzeih’n - 2. Platz: Nik P. – Der Sonne entgegen - 3. Platz: Helene Fischer – Ich glaub dir hundert Lügen | - 2009: - 1. Platz: Bernhard Brink – Geliebt, gehasst, geweint - 2. Platz: Andrea Berg – Dich soll der Teufel hol’n - 3. Platz: Nik P. – Der Mann im Mond |

| - 2010: - 1. Platz: Helene Fischer – Nicht von dieser Welt - 2. Platz: Helene Fischer – Hundert Prozent - 3. Platz: Andrea Berg – Du kannst noch nicht mal richtig lügen | - 2011: - 1. Platz: Bernhard Brink – Der glücklichste Mann der Welt - 2. Platz: Andrea Berg – Schenk mir einen Stern - 3. Platz: Andrea Berg – Lebenslänglich |

| - 2012: - 1. Platz: Andrea Berg – Ich schieß dich auf den Mond - 2. Platz: Linda Hesse – Ich bin ja kein Mann - 3. Platz: Nik P. – Der Fremde | - 2013: - 1. Platz: Matthias Reim – Einsamer Stern - 2. Platz: Helene Fischer – Fehlerfrei - 3. Platz: Beatrice Egli – Mein Herz |

| - 2014: - 1. Platz: Helene Fischer – Marathon - 2. Platz: Andrea Berg – Himmel auf Erden - 3. Platz: Linda Hesse – Knutschen … ich kann nichts dafür | - 2015: - 1. Platz: Helene Fischer – Mit keinem andern - 2. Platz: Matthias Reim – Mein Leben ist Rock ‘n’ Roll - 3. Platz: Mary Roos – Unbemannt |

| - 2016: - 1. Platz: Bernhard Brink – Von hier bis zur Unendlichkeit - 2. Platz: Klubbb3 – Du schaffst das schon - 3. Platz: Roland Kaiser – Das Beste am Leben | - 2017: - 1. Platz: Semino Rossi – Wir sind im Herzen jung - 2. Platz: Bernhard Brink – 100 Millionen Volt - 3. Platz: Fantasy – Bonnie & Clyde |

| - 2018: - 1. Platz: Helene Fischer – Flieger - 2. Platz: Vincent Gross – Nordlichter - 3. Platz: Fantasy – Gespenster der Nacht | - 2019: - 1. Platz: Bernhard Brink – Diamanten - 2. Platz: Roland Kaiser – Kurios - 3. Platz: DJ Herzbeat feat. Sarah – Weekend |

| - 2020: - 1. Platz: Ramon Roselly – Eine Nacht - 2. Platz: Vincent Gross – Über uns die Sonne - 3. Platz: Thomas Anders & Florian Silbereisen – Versuch’s nochmal mit mir | - 2021: - 1. Platz: Maite Kelly – Einfach Hello - 2. Platz: Beatrice Egli & Eloy de Jong – Bist du’ oder bist du’s nicht - 3. Platz: Eloy de Jong – Immer für dich da |

| - 2022: - 1. Platz: Beatrice Egli – Volles Risiko - 2. Platz: Roland Kaiser – Gegen die Liebe kommt man nicht an - 3. Platz: Andrea Berg – Ich würd’s wieder tun | - 2023: - 1. Platz: Beatrice Egli – Balance - 2. Platz: Maite Kelly – Ich brauch einen Mann - 3. Platz: Howard Carpendale – Warum tanzt du so allein |

- 2024:
  - 1. Platz:  Beatrice Egli – Du, Du, Du
  - 2. Platz:  Kerstin Ott – Alte Liebe rostet nie
  - 3. Platz:  Andrea Berg – Sag niemals nie[102]